# الخط الزمني لصراع حزب الله وإسرائيل (2024)

## كانون الثاني / يناير 2024

### 1 يناير
أعلن حزب الله استهداف موقع حدب البستان، واستهداف تموضع لجنود في محيط ثكنة يعرا. لترد إسرائيل بقصف منطقة اللبونة وأطراف بلدة علما الشعب وأطراف بلدة مارون الراس وأطراف بلدة الجبين ومحيط مستشفى ميس الجبل وبلدة كفركلا ومحيط اللبونة. وأعلن حزب الله مقتل اربعة من عناصره نتيجة الهجمات في بلدة كفركلا.

#### 2 كانون الثاني / يناير
أعلن حزب الله استهداف تجمع جنود في ثكنة زرعيت، وتنفيذ هجوم جوي على مقر القيادة 91 في ايليت بمسيرة انقضاضية، واستهداف موقع بركة ريشا، واستهداف موقع السماقة في مزارع شبعا المحتلة، واستهداف تموضع جنود في محيط موقع المرج، واستهدف تجهيزات تجسسية على رافعات قرب ثكنة راميم، واستهداف تموضع جنود في محيط جل العلام، واستهداف ثكنة ميتات. لترد إسرائيل بقصف وسط بلدة يارون وأطراف بلدات علما الشعب والضهيرة وطيرحرفا وأطراف بلدة مارون الرأس.

#### 3 كانون الثاني / يناير
أعلن حزب الله استهداف ثكنة زرعيت، واستهداف موقع جل العلام، واستهدف تجمع لجنود في محيط موقع المالكية بصاروخ بركان، واستهدف تجمع لجنود في محيط ثكنة زبدين في مزارع شبعا المحتلة بصاروخ بركان، واستهدف تجمعات لجنود في محيط موقع رويسات العلم، واستهدف تجمع لجنود في موقع بياض بليدا بصاروخ بركان، واستهدف تجمعات لجنود في محيط ثكنة دوفيف، واستهداف حامية ثكنة برانيت، واستهداف تجمع جنود في موقع بركة ريشا. لترد إسرائيل بقصف محيط بلدة عيتا الشعب ومحيط بلدة مارون الراس ومنزل في بلدة مركبا واطراف بلدة الناقورة واللبونة. واعلن حزب الله مقتل خمسة من مقاتليه نتيجة الهجمات.

#### 4 كانون الثاني / يناير
أعلن حزب الله استهداف تموضع جنود في شتولا، واستهداف نقطة تلة الجرداح، واستهداف تجمع جنود في محيط موقع المنارة، واستهداف تجمع جنود في المطلة، واستهدف تموضع لجنود في محيط موقع المرج، واستهدفت قوة القناصة التجهيزات التجسسية في موقع مسكاف عام، واستهدف تجمع لجنود في محيط ثكنة شوميرا. لترد إسرائيل بقصف بلدة مارون الراس وأطراف بلدة بنت جبيل ومنطقة اللبونة. وأعلن حزب الله مقتل اربعة من مقاتليه نتيجة الهجمات.

#### 5 كانون الثاني / يناير
أعلن حزب الله استهدف موقع بركة ريشا بصواريخ بركان، واستهداف تموضع جنود في محيط موقع الظهيرة بصواريخ بركان. لترد إسرائيل بقصف سهل مرجعيون وأطراف بلدة أم التوت وأطراف علما الشعب والضهيرة وأطراف بلدة يارون وأطراف بلدة طيرحرفا وبلدة عيترون وأطراف بلدة يارون وأطراف بلدة مجدلزون.

#### 6 كانون الثاني / يناير
أعلن حزب الله وفي اطار الرد الاولي على اغتيال صالح العاروري، قصف قاعدة ميرون للمراقبة الجوية بـ 62 صاروخ متنوع. واستهداف موقع المطلة، واستهداف تجمع جنود في كل من محيط ثكنة هونين وفي افيفيم وفي محيط موقع جل العلام وفي محيط موقع المنارة، واستهداف موقع بياض بيلدا. لترد إسرائيل بقصف أطراف علما الشعب وبلدة عيتا الشعب وسهل المعليه وقرية كوثرية السياد وبلدة الخيام وبلدة العديسة وأطراف بلدة يارين وبلدة برج الملوك وأطراف بلدة كفركلا وأطراف بلدات ميس الجبل وحولا ووادي السلوقي واطراف بلدة الطيري وأطراف بلدة رشاف وأطراف بلدة يارون. وأعلن حزب الله مقتل ستة من مقاتليه نتيجة الهجمات.

#### 7 كانون الثاني / يناير
أعلن حزب الله استهداف تجمع لجنود في كل من جنوب موقع المنارة ومحيط موقع ميتات ومحيط ثكنة يعرا، واستهداف موقع الرادار في مزارع شبعا المحتلة، واستهداف تموضع لجنود في كل من المالكية ومحيط موقع المطلة، واستهداف دبابة في موقع رويسةالعاصي، واستهداف موقع المرج، واستهداف ثكنة شوميرا، واستهداف ثكنة زرعيت بصواريخ بركان. لترد إسرائيل بقصف أطراف بلدة الناقورة وبلدتي طيرحرفا وكفركلا والجبين والخيام ومحيط بلدة الهبارية وأطراف بلدة مارون الراس.

#### 8 كانون الثاني / يناير
أعلن حزب الله استهداف موقع حدب البستان، واستهداف موقع رويسات العلم، واستهداف تجمع جنود في كل من شتولا ومحيط موقع جل العلام. لترد إسرائيل بقصف أطراف الوزاني وكفرشوبا وأطراف بلدتي العديسة وكفركلا وقصف سيارة في بلدة خربة سلم وبلدة عيتا الشعب ومحيط باب ثنية. واعلن حزب الله مقتل القيادي وسام حسن طويل بغارة إسرائيلية استهدفت سيارته.

#### 9 كانون الثاني / يناير
أعلن حزب الله استهداف موقع المالكية، وفي اطار الرد على اغتيال القيادي وسام حسن طويل، استهدف مقر قيادة المنطقة الشمالية لجيش إسرائيل قاعدة دادو في مدينة صفد بعدد من المسيرات الانقضاضية. واستهداف موقع البغدادي، واستهداف ثكنة يفتاح، واستهداف موقع حانيتا، واستهداف تجمع جنود في محيط ثكنة ادميت، واستهداف موقع رويسات القرن، واستهداف التجهيزات التجسسية في موقع بياض بيلدا. لترد إسرائيل بقصف بلدة الغندورية وبلدة كفركلا وأطراف بلدة الناقورة وقصف سيارة في خربة سلم وبلدة رامية وأطراف راشيا الفخار والفرديس وجبل بلاط وأطراف بلدة الخيام وأطراف بلدة عيترون ووادي السلوقي وقصف سيارة على طريق وادي الحجير. وأعلن حزب الله مقتل اربعة من مقاتليه نتيجة الهجمات.

#### 10 كانون الثاني / يناير
أعلن حزب الله استهداف موقع المرج، واستهداف نقطة الجرداح. لترد إسرائيل بقصف بلدات كفركلا ودير ميماس وأطراف الجبين ويارين وطيرحرفا وأطراف بلدة الخيام وأطراف بلدة مروحين وأطراف اللبونة وبلدة كفرشوبا. لترد إسرائيل بقصف أطراف اللبونة وأطراف بلدة مروحين وأطراف بلدة الخيام، وبلدتي كفركلا ودير ميماس. وأعلن حزب الله مقتل أحد مقاتليه نتيجة الهجمات.

#### 11 كانون الثاني / يناير
أعلن حزب الله استهداف تجمع لجنود في كل من محيط موقع المطلة ومحيط موقع البغدادي ومحيط تلة الطيحات وجبل نذر وتل شعر ومحيط موقع بركة ريشا، واستهداف التجهيزات التجسسية في تلة الكوبرا، واستهداف موقع المالكية، واستهداف موقع الرمتا في مزارع شبعا المحتلة، واستهداف مستوطنة كريات شمونة بعشرات الصواريخ، رداً على مقتل مسعفين في بلدة حانين. وقصفت إسرائيل جبل البلاط، وأطراف عيترون، ووادي كونين، وأطراف الضهيرة، ويارين، وعلما الشعب، وحانين.

#### 12 كانون الثاني / يناير
أعلن حزب الله استهداف تجمع جنود في كل من محيط موقع البستان ومحيط موقع المنارة، واستهداف موقع المالكية، واستهداف موقع حانيتا، واستهداف موقع العاصي. لترد إسرائيل بقصف أطراف بلدة طير حرفا.

#### 13 كانون الثاني / يناير
أعلن حزب الله استهداف موقع العاصي، واستهداف موقع بركة ريشا، واستهداف ثكنة برانيت، واستهداف تجمع جنود في كل من قلعة هونين وتلة الطيحات، واستهداف مستعمرة شتولا، واستهداف موقع رويسات العلم في مزارع شبعا اللبنانية، واستهداف دبابة ميركافا في موقع المطلة. لترد إسرائيل بقصف أطراف منطقة حامول وأطراف بلدة مروحين، وشن غارات على ميس الجبل.

#### 14 كانون الثاني / يناير
أعلن حزب الله استهداف مرابض مدفعية في خربة ماعر، واستهداف تجمع جنود في كل من محيط موقع المرج ومحيط موقع حدب يارون، واستهداف التجهيزات التجسسية في محيط موقع المطلة، واستهداف قوة عسكرية في مستوطنة كفر يوفال، واستهداف موقع بركة ريشا، واستهداف محلقة فوق مروحين، واستهداف موقع العاصي. لترد إسرائيل بقصف أطراف بلدة مروحين وجبل البلاط والمنطقة بين الناقورة وعلما الشعب، واستهدف المنطقة الواقعة بين بلدتي الظهيرة ويارين بالمدفعية. وبالقذائف الفوسفورية قصفت كفركلا.

#### 15 كانون الثاني / يناير
أعلن حزب الله استهداف تجمع جنود في كل من محيط ثكنة ميتات وفي ثكنة راميم وفي محيط موقع حانيتا، واستهدف موقع بركة ريشا بصواريخ بركان، واستهداف موقع المطلة، وموقع المالكية، وموقع السماقة في مزارع شبعا المحتلة.

#### 16 كانون الثاني / يناير
أعلن حزب الله استهداف تجمع جنود في كل من شرق مستوطنة افن مناحم وفي محيط موقع راميا، واستهدف موقع السماقة في مزارع شبعا المحتلة، واستهدف محيط المستعمرات في منطقة النبي يوشع، واستهدف موقع البياض، واستهدف موقع حدب البستان بصواريخ بركان.

#### 17 كانون الثاني / يناير
أعلن حزب الله استهداف تجمع جنود في كل من محيط موقع الراهب وفي محيط موقع رويسات العلم وفي تل شعر وفي محيط موقع العباد بصواريخ بركان، واستهدف مستوطنة المنارة. وقصفت إسرائيل أطراف بلدة الخيام، وأطراف بلدة حولا، وأطراف بلدة مروحين، ومنزلاً في بلدة عيتا الشعب، وبلدتي البستان ومروحين.

#### 18 كانون الثاني / يناير
أعلن حزب الله استهداف موقع بركة ريشا، واستهدف تجمع جنود في كل من محيط ثكنة ادميت، واستهدف موقع المالكية، وموقع السماقة، وموقع الراهب. وقصفت إسرائيل أطراف بلدة كوكبا، وأطراف بلدة الطيبة، وأطراف بلدة مركبا، وعيترون وبليدا، وقصف فوسفوري على ميس الجبل.

#### 19 كانون الثاني / يناير
أعلن حزب الله استهداف تجمع جنود في كل من موقعي السماقة والرمثا بصاروخ بركان وفي محيط قاعدة خربة ماعر بصاروخ بركان وفي جبل نذر. وقصفت إسرائيل المنطقة الواقعة بين بلدتي رامية وعيتا الشعب وبين بلدتي كفركلا والعديسة والمنطقة الواقعة بين بلدات الطيري وكونين وبيت ياحون.

#### 20 كانون الثاني / يناير
أعلن حزب الله استهداف تجمع جنود في كل من محيط قلعة هونين وفي محيط موقع الظهيرة وفي محيط ثكنة زرعيت. وقصفت إسرائيل أطراف بلدتي طيرحرفا والجبّين وسيارة على طريق البازورية-برج الشمالي في قضاء صور وادت الغارة لمقتل شخصين. وأعلن حزب الله مقتل أحد مقاتليه نتيجة الهجمات.

#### 21 كانون الثاني / يناير
أعلن حزب الله استهداف ثكنة برانيت، واستهداف موقع رويسة القرن، واستهداف موقع حدب البستان بصاروخ بركان، واستهداف مستوطنة افيفيم. واعلن حزب الله مقتل أحد مقاتليه نتيجة الهجمات.

#### 22 كانون الثاني / يناير
أعلن حزب الله استهداف تجمع جنود في كل من محيط ثكنة زرعيت وفي محيط موقع الراهب وفي مرتفع أبو دجاج وفي محيط مستوطنة ايفن مناحم، واستهداف موقع السماقة. وأعلن حزب الله مقتل ثلاثة من مقاتليه نتيجة الهجمات.

#### 23 كانون الثاني / يناير
أعلن حزب الله استهداف تجمع جنود في كل من تلة الكوبرا، واستهداف قاعدة ميرون للمراقبة الجوية في جبل الجرمق رداً على الاغتيالات الاسرائيلية في لبنان وسوريا، واستهداف قاعدة خربة ماعر.

#### 24 كانون الثاني / يناير
أعلن حزب الله استهداف موقع بياض بليدا، واستهداف موقع السماقة، واستهداف بركة ريشا.

#### 25 كانون الثاني / يناير
أعلن حزب الله استهداف موقع الرادار في مزارع شبعا، واستهداف موقع جل العلام، وتنفيذ هجموم جوي بطائرتين مسيرتين انفقضاضتين على أحد مواقع منظومة القبة الحديدية قرب مستوطنة كفربلوم.

#### 26 كانون الثاني / يناير
أعلن حزب الله استهداف تجمع جنود في كل من محيط قلعة هونين وفي ثكنة معاليه غولان وفي موقع بركة ريشا وفي تلة الكوبرا وقرب موقع المطلة، واستهداف ثكنة معاليه غولان بصواريخ فلق 1، واستهداف الاجهزة التجسسية في ثكنة زرعيت، واستهداف ثكنة زرعيت بصاروخ بركان، واستهداف بناية في مستوطنة افيفيم، واعلن حزب الله مقتل اربعة من مقاتليه نتيجة الهجمات.

#### 27 كانون الثاني / يناير
استمرار تصعيد المواجهات بين حزب الله وإسرائيل، حيث أعلن حزب الله عن تنفيذ 9 عمليات ضد مواقع عسكرية إسرائيلية عدة، كما تم استهداف أحد المواقع الإسرائيلية في الجليل الأعلى مقابل الحدود مع لبنان. 
فيما شنت إسرائيل سلسلة من الغارات، ونفذت قصفًا مدفعيًا على عدد من البلدات في القطاعين الشرقي والغربي على الحدود مع لبنان، ومنها غارة على بلدة بيت ليف استهدفت منزلًا، ما أدى إلى مقتل 4 عناصر من حزب الله وجرح آخرين، كما تعرضت منطقة وادي حامول في القطاع الغربي وأطراف بلدة حولا جنوبي لبنان لقصف مدفعي إسرائيلي.

#### 28 كانون الثاني / يناير
أعلن الجيش الإسرائيلي إن طائراته الحربية قصفت  بنايات عسكرية ونقاط مراقبة ومواقع تابعة لحزب الله في مارفين والظاهرة وعيتا الشعب ومناطق أخرى من جنوب لبنان، واستهدفت مقرًا للعمليات والبنية التحتية لحزب الله، كما تمت مهاجمة عدد من الأهداف التي كانت تشكل تهديدًا لإسرائيل على زعمهم في جنوب لبنان بالمدفعية والدبابات.

#### 31 كانون الثاني / يناير
قصف إسرائيلي يطال للمنازل الحدودية في لبنان تسبب في تهجير آلاف العائلات وسقوط عدد من القتلى والجرحى في صفوف المدنيين، وذلك بعد اشتراط إسرائيل على حزب الله بالتراجع من مواقع تمركزه قرب الحدود الإسرائيلية إلى شمال خط الليطاني كشرط لوقف إطلاق النار في اليوم السابق، لكن حزب الله قوبل الشرط بالرفض.

## فبراير

### 1 فبراير
وتم إطلاق صاروخين مضادين للدبابات على مواقع عسكرية إسرائيلية في جبل حرمون وهار دوف.

### 2 فبراير
وأصابت طائرة مقاتلة تابعة لسلاح الجو الإسرائيلي خلية لحزب الله في منطقة إيترون.
قُتل أحد أعضاء الحرس الثوري الإيراني في غارات جوية إسرائيلية مزعومة في عقربا، جنوب دمشق.

### 3 فبراير
قُتل اثنان من مقاتلي حركة أمل في غارات جوية في البليدة.
وهاجم حزب الله قاعدة خربة معر العسكرية وموقع الرمثا، محققاً "ضربات مباشرة".

### 4 شباط / فبراير
أعلن حزب الله إستهداف موقع المرج ومبنيين في مستعمرة المنارة واستهداف تجمّع لجنود جنوب موقع العباد واستهداف موقع رويسة العلم في مزارع شبعا مرتين واستهداف موقع زبدين في مزارع شبعا، ورد الجيش الإسرائيلي وأعلن أنه نفذ سلسلة من الغارات على مواقع لحزب الله جنوب لبناني شملت البليدة وميس الجبل وأن دبابة قصفت أيضًا خلية تابعة لحزب الله في البليدة وأعلن الحزب مقتل اثنين من مقاتلي. وأفيد باستهداف المدفعية الإسرائيلية أطراف بلدات طيرحرفا والضهيرة وزبقين واستهدف قصف مدفعي إسرائيلي أطراف بلدة شبعا ومنطقة جبل «سدانة» في مرتفعات العروب، واطراف بلدات الناقورة والفرديس وراشيا الفخار والخيبة. وشن الطيران الإسرائيلي غارة على بلدة بيت ليف جنوبي لبنان.

#### 5 شباط / فبراير
أعلن حزب الله إستهداف  ‌موقع السمّاقة مرتين في تلال كفرشوبا ومزارع شبعا مرتين واستهداف ‌‌‌‌‌موقع رويسة العلم بمزارع شبعا المحتلة واستهدف ‌‌‌‌‌‌‌‌‌‌‌‌ثكنة يفتاح. وأعلن حزب الله مقتل ثلاثة من مقاتليه في غارات جوية إسرائيلية، وأعلنت حركة أمل مقتل ثلاثة من أعضائها الذين استشهدوا في بيت ليف.

#### 6 شباط / فبراير
أعلن حزب الله استهداف ‌‌‌‌‌‌‌‌‌‌ثكنة راميم واستهداف انتشار لجنود العدو الاسرائيلي في محيط موقع جل العلام واستهداف ‌‌‌‌‌‌‌انتشارٍ آخر لجنود العدو الاسرائيلي في محيط موقع جل العلام وتجمعاً لجنود الجيش الإسرائيلي في محيط ثكنة راميم واستهداف تجمعاً آخر لجنود الجيش الإسرائيلي في محيط ثكنة راميم واستهداف ‌‌‌‌‌‌‌‌‌‌موقع المرج وانتشارًا لجنود العدو الإسرائيلي في محيطه بالقذائف المدفعيّة واستهداف مقر قيادة كتيبة بيت هلل التابع للواء الإقليمي الشرقي 769 بالجيش الإسرائيلي واستهداف ‌‌‌‌‌‌‌موقعي ‌رويسة العلم والرمتا في مزارع شبعا واستهداف موقع ‌السماقة في تلال كفرشوبا ومزارع شبعا وأصيب جنديان إسرائيليان جراء الهجمات صاروخية من لبنان. 
وأفيد بتعرض منطقة «طوفا» و«الجدار» لسقوط 12 قذيفة وغارة جوية شنها الطيران الحربي الإسرائيلي مستهدفاً أحد المنازل الخالية. وسقوط قذائف على أطراف الناقورة وأطراف بلدة حولا بقصف مدفعي 
وبشن الطيران الإسرائيلي غارة جوية إستهدفت بلدة مروحين وقصف مدفعي بإتجاه أطراف طيرحرفا ورشقات من مستعمرة المنارة نحو بلدة ميس الجبل.

#### 7 شباط / فبراير
أعلن حزب الله استهداف 3 مواقع إسرائيلية عند الحدود بالتزامن مع قصفٍ إسرائيلي استهدف بلداتٍ لبنانية عدّة، واستهدف تجمّعٍ لجنود الاحتلال الإسرائيلي في محيط موقع المرج العسكري، واستهداف قاعدة «خربة ماعر» الإسرائيلية (قبالة بلدتي الضهيرة ويارين اللبنانيتين) واستهداف التجهيزات الفنية في موقع «راميا» الإسرائيلي (قبالة بلدة رامية اللبنانية) واستهداف تجمّعٍ لجنود الاحتلال الإسرائيلي في محيط ثكنة "زبدين" بمزارع شبعا المحتلة وأستشهد مدني وأصيب اثنين آخرين، بغارة انطلقت من مُسيّرة إسرائيلية استهدفت بلدة الخيام اللبنانية، ونفّذت طائرات الإسرائيلية سلسلة غارات استهدفت بلدات لبنانية، راميا وبيت ليف ومروحين. وأفيد بتنفّيذ طائرات الاحتلال غارةً استهدفت محطة ضخ مياه وألحقت بها أضراراً مادية، وأعلن الحزب مقتل اثنين من مقاتليه.

#### 8 شباط / فبراير
الجيش الإسرائيلي يتبنى الهجوم بالطائرة المسيرة الذي استهدف سيارةً في مدينة نبطية في جنوبي لبنان كانت تحمل قياديًا في حزب الله يدعى 'عباس الدبس' ويلقب 'بالحاج عبد الله'، اتهمته بالتورط في هجمات حزب الله على إسرائيل، مما أدت إلى إصابته بجروحٍ خطيرةٍ، كما أصيب شخصًا آخر كان برفقته. ورد حزب الله بتنفيذ عمليتين استهدفتا ثكنة «برانيت» و«كريات شمونة» عند الحدود واستهداف موقع الرادار في مزارع شبعا اللبنانية ومقر قيادة اللواء الشرقي 769 التابع لفرقة الجليل 91 في «كريات شمونة» واستهدف مبنى في مستعمرة المطلة يتموضع فيه جنود إسرائيليين وإستهداف ثكنة «معاليه غولان» ومربض الزاعورة وموقع بركة ريشة واستهداف قاعدة ميرون الجوية بالمساء واستهداف مقر قيادة لواء المشاة الثاني في قاعدة عين زيتيم وأفيد بأن صلية صاروخية (أكثر من 12 صاروخاً)، أطلقت من لبنان باتجاه إصبع الجليل وأطلق نحو 20 صاروخاً باتجاه موقع للاحتلال في مزارع شبعا المحتلة من لبنان وباتجاه جبل الشيخ وطال قصف مدفعي إسرائيلي يارين، الظهيرة وطير حرفا في القطاع الغربي، إضافة إلى أطراف بلدات الخيام وكفركلا وعيتا الشعب والعديسة في القطاع الشرقي. وأفيد بشن الطيران الإسرائيلي غارتين حربيتين استهدفتا بلدة الخيام الجنوبية. وأعلن الجيش الإسرائيلي إصابة 3 جنود منهم ضابط كبير.

### 9 فبراير
أعلن رئيس البرلمان اللبناني ورئيس حركة أمل، نبيه بري، رسميًا عن استعداده للمشاركة الكاملة في القتال ضد إسرائيل.
وأعلن حزب الله مقتل اثنين من أعضائه.
أعلن رئيس البرلمان اللبناني ورئيس حركة أمل، نبيه بري، رسميًا عن استعداده للمشاركة الكاملة في القتال ضد إسرائيل.
وأعلن حزب الله مقتل اثنين من أعضائه.

#### 10 شباط / فبراير
أعلن حزب الله اللبناني مقتل 2 من عناصره في جنوبي لبنان. كما أعلن أنه أطلق أكثر من 50 صاروخا من جنوب لبنان اتجاه المستوطنات الشمالية.

### 11 فبراير
واستهدف الجيش الإسرائيلي مواقع حزب الله في مروحين.

#### 12 شباط / فبراير
إسرائيل تواصل استهداف قياديين في حزب الله بالطائرات المسيرة في لبنان، حيث استهدفت طائرة مسيرة إسرائيلية في 12 فبراير سيارةً لأحد مسؤوليي حزب الله يدعى 'محمد علوية' في قرية مارون الراس التابعة لبنت جبيل في جنوب لبنان، أدت إلى إصابته بجروحٍ خطيرة نقل على إثرها إلى المستشفى. وهي ثالث عملية أمنية إسرائيلية تُشن على لبنان خلال أسبوع.
أعلن رئيس أركان الجيش الإسرائيلي، انسحاب الفرقة 36 من غزة بالكامل وإعادة انتشارها في الشمال مع الحدود جنوب لبنان.

#### 13 شباط / فبراير
أعلن حزب الله استهداف تجمعٍ لجنود الجيش الإسرائيلي في قلعة هونين بالأسلحة الصاروخية واستهداف التجهيزات التجسسية في موقع حدب يارين واستهداف ‌مبنىً ‌تابعًا للشرطة الإسرائيلية في كريات شمونة واستهداف ‌تجمعًا لجنود الجيش الإسرائيلي في ثكنة ميتات وسقوط أفراده بين قتيلٍ وجريح واستهداف ‌وسيطرة مقاتليه على مسيرة إسرائيلية من نوع سكاي لارك ‌واستهداف تجمعًا لجنود الجيش الإسرائيلي في محيط موقع المرج واستهداف موقع رويسات العلم ومقر قيادة ثكنة زبدين. بينما قام الجيش الإسرائيلي بقصف موقعَين قال إنهم للحزب براشيا الفخار ورامية وقصف أطراف بلدات علما الشعب وحلتا والضهيرة الخيام واستهدفت بلدة حولا وأعلن حزب الله مقتل 3 من مقاتليه.

#### 14 شباط / فبراير
هجوم صفد
نفذ حزب الله في هجوم صاروخي على صفّد أدى لمقتل مجندة في الجيش الإسرائيلي وإصابة 8 آخرين، فيما قامت الطائرات الحربية الإسرائيلية بشن غارات على بلدات الشهابية والصوانة وعدشيت الجنوبية وعلى مدينة النبطية جنوبي لبنان، ما أدى لسقوط 14 شهيداً وإصابة 7 آخرين من المدنيين. وزعم الجيش الإسرائيلي أنه قتَل قائداً كبيراً مع قيادي آخر بقوة الرضوان التابعة لحزب الله في النبطية.

#### 15 شباط / فبراير
أعلن حزب الله استهدافه بالظهر ثكنة «زبدين» الإسرائيلية في مزارع شبعا اللبنانية المحتلة واستهداف مستوطنة «كريات شمونة»، وموقع «بركة ريشا» الإسرائيلي وتجمعاً لجنود الاحتلال في محيط ثكنة «زرعيت»، بالأسلحة الصاروخية، واستهداف موقع «السماقة» العسكري الإسرائيلي بالأسلحة الصاروخية، واستهداف التجهيزات التجسّسية في مواقع «المرج» و«الراهب» والناقورة البحري، وموقع «رويسات العلم» بمزارع شبعا اللبنانية المحتلة. فيما أعلن حزب الله مقتل 7 من مقاتليه
قال حزب الله إن إسرائيل «ستدفع الثمن»، بعد هجمات شنتها على قرى في جنوب لبنان وأسفرت عن مقتل عشرة أشخاص بينهم خمسة أطفال.

#### 16 شباط / فبراير
أعلن حزب الله إستهدافه من بعد الظهر مواقع المالكية ورويسات العلم وزبدين في مزارع شبعا المحتلة واستهداف مجموعة من جنود الإحتلال تتمركز في موقع راميا وإيقاع أفرادها بين قتيل واستهداف انتشار لجنود الجيش الإسرائيلي في محيط ثكنة دوفيف بالأسلحة الصاروخية. وأعلن حزب الله مقتل اثنين من مقاتليه بينما أعلنت حركة أمل اللبنانية مقتل ثلاثة من أعضائها بغارة إسرائيلية على منزل في بلدة القطرة. وأفادت وسائل إعلام محلية أن الطيران الإسرائيلي شنَ غارات متتالية على بلدات ياطر وبيت ليف القنطرة ودير سريان- الطيب ومحيط وادي السلوقي وبلدة قبريخا. وأن جنود جيش الاحتلال أطلقوا رشقات رشاشة غزيرة من مستوطنة «المطلة» باتجاه أحياء بلدة كفركلا الحدودية، وأن مدفعية الجيش الإسرائيلي قصفت بالقذائف أطراف بلدات عيتا الشعب ومجدلزون وطيرحرفا.

#### 17 شباط / فبراير
بالتزامن مع الاشتباكات أعلن حزب الله إستهدافه من بعد الظهر ثكنة برانيت وموقع رويسات العلم في مزارع شبعا المحتلة وموقع السمّاقة بمزارع شبعا المحتلة بالأسلحة الصاروخيّة استهداف تجمعًا لجنود الجيش الإسرائيلي في محيط موقع الضهيرة والتجهيزات التجسسية في موقع بركة ريشا واستهداف موقع راميا. وقام الجيش الإسرائيلي بشنَ غارات على بلدات وقرى بجنوب لبنان حيث شن 6 غارات إسرائيلية استهدفت محيط بلدة الصالحاني، إلى جانب قصف على محيط بلدتي كفر حمام وراشيا الفخار بالجنوب اللبناني، وغارتين من مسيّرتين إسرائيليتين على منزلين في بلدتي عيتا الشعب ومارون الراس.

#### 18 شباط / فبراير
أعلن حزب الله إستهدافه من بعد الظهر تجمعاً لجنود العدو في محيط موقع البغدادي بالأسلحة الصاروخية وتموضعاً لجنود الجيش الإسرائيلي في مستعمرة إيفن مناحيم وإيقاع الجنود بين قتيلٍ وجريح. وتموضعاً لجنود الجيش الاسرائيلي في مستعمرة شوميرا وتموضعاً لجنود الجيش الاسرائيلي في مثلث الطيحات ومبنى يتموضع فيه جنود الجيش الاسرائيلي في مستوطنة يارؤون واستهدافه موقع السماقة  في مزارع شبعا المحتلة مرتين وموقع رويسات العلم بمزارع شبعا المحتلة وتجمعاً لجنود الإحتلال في حرش راميم. فيما رد الجيش الإسرائيلي وشنَ بالطائرات الحربية والمسيّرات سلسلة غارات على بلدات عيترون ويارون في قضاء بنت جبيل ومحيط العديسة، مستهدفة منازل عدة ما أدى إلى تدميرها.

#### 19 شباط / فبراير
أعلن حزب الله إستهداف موقعي الرمتا والسمّاقة في مزارع شبعا اللبنانية المحتلة بالأسلحة الصاروخية واستهداف موقع بركة ريشا، بينما شنّت طائرات الإحتلال الإسرائيلي سلسلةً من الغارات استهدفت بلدات لبنانّية حيث شنت غارتين على محيط بلدة الغازية جنوبي مدينة صيدا ما أسفر عن إصابة 14 شخصاً، وغارات على أطراف بلدات العديسة وميس الجبل ويارين ومروحين والبستان.

#### 20 شباط / فبراير
أعلن حزب الله إستهداف تجمعاً لجنود الجيش الإسرائيلي في محيط ثكنة راميم بالأسلحة الصاروخية وموقع المرج ومواقع السماقّة ورويسات العلم والرمتا في مزارع شبعا المحتلة بالأسلحة الصاروخيّة. فيما قام الطيران الحربي الإسرائيلي بشنِ غارات على بلدات حدودية لبنانية حيث شنَ غارات على أطراف بلدات ميس الجبل وحولا، والضهيرة ويارين وشيحين، واستهدف بالقصف المدفعي بلدة العديسة ومنطقة الوزاني، وتلة الحمامص ومحيط بلدة الخيام وبلدة طلوسة وتلة هرمون وأطراف بلدة رميش.

#### 21 شباط / فبراير
أعلن حزب الله إستهدافه صباحاً تموضعات عسكريةٍ لجنود إسرائيليين في مستعمرات شوميرا وإيفن مناحيم مستعمرة أفيفيم وتموضع لجنود الجيش الإسرائيلي فيها مستعمرة متسوفا بصواريخ الكاتيوشا، واستهداف مبنيَين يتموضع فيهما جنود الجيش الإسرائيلي وإيقاع من فيه بين قتيل وجريح، واستهداف ثكنة زرعيت وتجمعان لجنود إسرائييين في محيط موقع المرج وموقع بركة ريشا واستهداف موقعي رويسات العلم وزبدين في مزارع شبعا المحتلة ومستعمرة المطلة وموقع حدب يارين. بينما قام الجيش الإسرائيلي بقصف بلدات الخيام ومجدل زون وشنت مدفعيته قصفا على منطقتي علما الشعب والظهيرة واستهدفت أطراف بلدات طيرحرفا والجبين والضهيرة ومجدل زون، وقتل اثنان مدنيان بينهم طفلة في مجدل زون. فيما قتل اثنان من عناصر حزب الله بغارة إسرائيليّة بكفر رمان.

#### 22 شباط / فبراير
أعلن حزب الله إستهدافه  مبنى يتحصن فيه جنود إسرائيليون في مستعمرة المنارة وإستهداف ثكنة يوآف بصواريخ الكاتيوشا وموقع بركة ريشا والتجهيزات التجسسية فيه واستهداف ‌‌‌مقر قيادة اللواء الشرقي 769 في ثكنة كريات شمونة ومبنى يتموضع فيه جنود الجيش الإسرائيلي في مستعمرة كفر يوفال 
واستهداف موقعي رويسات العلم والسمّاقة في مزارع شبعا المحتلة. بينما قتل أحد مقاتليه حزب الله ومسعفين اثنين في قصف قصف إسرائيلي استهدف مركزاً للدفاع المدني في بليدة. وقتل 4 أشخاص من بينهم اثنان من حزب الله وأصيب آخرون، في غارة إسرائيلية على بلدة كفر رمان قرب النبطية.

#### 23 شباط / فبراير
أعلن حزب الله أنه نفذ هجومًا جويًا بمسيرتين انقضاضيتن على مقر قيادة المجلس الإقليمي في كريات شمونة واستهدف موقع المالكية  وموقعي رويسات العلم والرادار في مزارع شبعا المحتلة. فيما أفيد بشنِ الطائرات الحربية الإسرائيلية غاراتٍ على بلدتي كفر كلا وعيتا الشعب، واستهدف المدفعية الإسرائيلية لبلدات الخيام وحولا ورب ثلاثين وبني حيان والجبين وحانين وجبل بلاط.

#### 24 شباط / فبراير
أعلن حزب الله إستهداف مبنى يتموضع فيه جنود ‌إسرائيليون في مستعمرة المالكية واستهداف ‌تجمعا لجنود الجيش الإسرائيلي في محيط موقع الضهيرة وتجمعا ‌عسكرياً إسرائيلياً في تلة الكوبرا بالأسلحة الصاروخية وموقع راميا وموقع رويسات العلم وثكنة زبدين وثكنة ‌راميم وثكنة زرعيت بمقر قيادة كتيبة بيت هلل التابع للواء الإقليمي الشرقي 769. وقامت الطائرات الحربية الإسرائيلية بقصف مواقع إطلاق نار وبنية تحتية، تابعة لحزب الله في منطقة جبل بلاط بجنوب لبنان، وأعلن أنه قصف نقطة مراقبة للحزب في عيتا الشعب، فيما وشنت المدفعية الإسرائيلية قصفاً على بلدات حانين ومروحين وأطراف بلدة الجبين بقضاء صور وبلدتي راشيا الفخار وكفر حمام بقضاء حاصبيا واستهدفت محيط بلدة «رب ثلاثين» ومحيط بلدة بليدا جنوبي لبنان.

#### 25 شباط / فبراير
أعلن حزب الله إستهدافه تجمعان لجنود الجيش الاسرائيلي في محيط ثكنة راميم وموقع المرج ثكنة زبدين في مزارع شبعا المحتلة ومرابض مدفعية الجيش الإسرائيلي وانتشار جنوده بكريات شمونة وإستهداف مبنىً يتموضع فيه جنود إسرائيليون في مستعمرة المنارة ومبنيين يتموضع فيهما جنود إسرائيليون في مستعمرة المالكية، وشنَ الطيران الحربي الإسرائيلي 3 غارات جوية استهدفت بلدة بليدا، وقُتل اثنان من حزب الله في غارة جوية إسرائيلية مزعومة على شاحنة خارج القصير بسوريا.

#### 27 شباط / فبراير
أعلن حزب الله استهداف "قاعدة ميرون الجوية" الإسرائيلية بدفعة صاروخية كبيرة من عدة راجمات وذلك ردا على الهجوم الإسرائيلي على منطقة بعلبك بشرق لبنان.
قام حزب الله باستهدف قاعدة ميرون للمراقبة الجوية في جبل الجرمق بدفعة صاروخية كبيرة وأعلن استهدافه موقع رويسات العلم والتجهيزات التجسسية في موقع الرمثا في مزارع شبعا المحتلة واستهداف تجمعًا لجنود إسرائيليون على تلة الطيحات واستهداف موقع المرج بالأسلحة الصاروخية وإستهداف مقر قيادة الفرقة 146 في جعتون بعشرات صواريخ الكاتيوشا، وأعلن حزب الله استهداف «قاعدة ميرون الجوية» الإسرائيلية بدفعة صاروخية كبيرة من عدة راجمات وذلك ردا على الهجوم الإسرائيلي على منطقة بعلبك بشرق لبنان.

## آذار / مارس

### 1 مارس
- أدت غارة إسرائيلية على فيلا بالقرب من بانياس، سوريا، إلى مقتل ضابط البحرية في الحرس الثوري الإيراني رضا زارع واثنين من أعضاء حزب الله وإصابة سبعة آخرين.[122]

### 2 مارس
- وأعلن حزب الله عن مقتل مقاتل آخر بين عشية وضحاها.[123]
- أدت غارة للجيش الإسرائيلي على سيارة على طريق الناقورة الساحلي إلى مقتل مسؤول كبير في حزب الله واثنين من أعضاء فرقة الإمام الحسين التابعة لحزب الله.[124][125] وورد أن من بينهم حفيد حسن نصر الله.[126]
- وأعلن حزب الله عن مقتل ثلاثة أعضاء آخرين، ليصل عدد القتلى إلى سبعة منذ منتصف الليل.[127]

### 3 مارس
- وقصف الجيش الإسرائيلي محيط الخيام.[128]
- وزعم حزب الله أنه أوقع إصابات في هجوم على موقع للجيش الإسرائيلي بالقرب من الوزاني.[128]
- وزعم حزب الله أنه أصاب القوات الإسرائيلية بشكل مباشر بالصواريخ وقذائف المدفعية أثناء محاولتها التسلل إلى الأراضي اللبنانية مرتين.[129]

### 5 مارس
- وقُتل ثلاثة مدنيين على الأقل في غارة للجيش الإسرائيلي في الحولة.[130] وأعلن حزب الله فيما بعد عن مقتل اثنين من أعضائه في البلدة.[131]
- تم إطلاق ثلاثين صاروخًا من لبنان باتجاه كريات شمونة، اعترضت القبة الحديدية عشرة منها.[132]
- أسقطت طائرة مقاتلة إسرائيلية من طراز إف-15 طائرة بدون طيار دخلت المجال الجوي الإسرائيلي قادمة من سوريا.[133]

### 6 مارس
- قُتل أحد أعضاء حزب الله بينما أصيب ستة آخرون في غارات جوية للجيش الإسرائيلي في بنت جبيل ودبين.[134]
- أطلقت إسرائيل صواريخ على موقعين عسكريين بين نوى وجاسم في سوريا رداً على الهجمات على مرتفعات الجولان.[135]
- قُتل مدني لبناني بعد هجوم إسرائيلي على منزله في الظاهرة.[136]

### 7 مارس
- وأعلن حزب الله عن استهداف مستوطنة أفدون بصواريخ الكاتيوشا.[137]
- وقصف جيش الدفاع الإسرائيلي علما الشعب وسهل مرجعيون ويارون وفقه شفود وكفركلا.[137]
- ونفذ جيش الدفاع الإسرائيلي هجمات على أهداف لحزب الله في عيترون وعيتا الشعب مما أسفر عن مقتل أحد أعضاء حزب الله.[138][139]
- أطلق حزب الله عدة وابل من الصواريخ والقذائف على شمال إسرائيل، فأصاب منزلاً في المطلة.[140]

#### 8 آذار / مارس
أعلن حزب الله استهداف تجمع لجنود الجيش الإسرائيلي وآلياته شرق موقع السماقة واستهداف تجمع آخر في محيط موقع جل العلام واستهداف موقع رويسات العلم في تلال كفرشوبا اللبنانية المحتلة وانتشار لجنود إسرائيليين في محيط موقع الراهب، واستهداف مرابض المدفعية الإسرائيليية في ديشون بصواريخ الكاتيوشا. بينما أعلن حزب الله مقتل 3 من مقاتليه.

#### 9 آذار / مارس
أعلن حزب الله عن إستهدافه موقع البغدادي بصاروخ «بركان» واستهداف موقعي رويسة القرن وزبدين في مزارع شبعا المحتلة بالأسلحة الصاروخية واستهداف «قلعة هونين» وإستهداف تجمعين لجنود الجيش الإسرائيلي في جبل نذر ومرتفع الكرنتينا بالأسلحة الصاروخية كما أعلن عن استهداف دورية مؤللة إسرائيلية أثناء دخولها إلى موقع المالكية واستهداف قوة عسكرية إسرائيلية في محيط جبل أدير. في المقابل، شنت المقاتلات الإسرائيلية غارات على بلدات ميس الجبل والضهيرة وعيتا الشعب وكفرا ومجدل زون جنوب لبنان، واستهدفت مسيرة إسرائيلية بصاروخ منزلاً في بلدة بليدا، بينما تعرض محيط بلدة الوزاني لقصف مدفعي إسرائيلي، وتعرضت قوة مشتركة من اليونيفيل والجيش اللبناني لإطلاق نار من الجانب الإسرائيلي في محيط بلدة عيتا الشعب، وقام الجيش الإسرائيلي بإطلاق صواريخ على منزلٍ في قرية خربة سلم ما أدى لمقتل 5 أشخاص من بينهم 3 من أعضاء الحزب وإصابةِ 9 آخرين.

### 10 مارس
- أطلق حزب الله 37 صاروخ كاتيوشا على ميرون دون الإبلاغ عن وقوع إصابات ردا على هجوم 9 مارس.[148][149]
- وقال الجيش الإسرائيلي إنه ضرب وقتل فرقة صواريخ مضادة للدبابات تابعة لحزب الله في شبعا.[150]
- قُتل ثلاثة من أعضاء الجماعة الإسلامية بعد غارة إسرائيلية على العقرب.[151]

### 11 مارس
- وقال حزب الله إنه هاجم مرتفعات الجولان بأربع طائرات بدون طيار، مستهدفاً موقعاً للدفاع الجوي.[152]
- وقال الجيش الإسرائيلي إنه ضرب مجمعاً لحزب الله في جبين.[153]
- وأعلن حزب الله وفاة أحد أعضائه.[154]
- وقصف جيش الدفاع الإسرائيلي منطقة قريبة من بعلبك مما أدى إلى مقتل مدني وإصابة آخرين.[155]

### 12 مارس
- وقال حزب الله إنه أطلق نحو 100 صاروخ كاتيوشا باتجاه شمال إسرائيل.[156]
- وقصفت إسرائيل منزلاً في بنت جبيل.[156]
- قصفت طائرات حربية إسرائيلية منشأة لحزب الله في وادي البقاع، فقتلت عضواً واحداً على الأقل في حزب الله.[157]
- وقال الجيش الإسرائيلي إنه ضرب منشأتين عسكريتين لحزب الله في محافظة القنيطرة بسوريا.[158]

### 13 مارس
- أدت غارة إسرائيلية بطائرة بدون طيار استهدفت سيارة خارج صور إلى مقتل ناشط كبير في حماس هادي علي مصطفى ومواطن سوري كان في مكان قريب.[159][160]
- وقال الجيش الإسرائيلي إنه نفذ غارات جوية على مواقع حزب الله في القنطرة وياطر وعلما الشعب.[161]

### 14 مارس
- واستهدفت ثلاث قذائف أطلقت من لبنان المالكية. ورد الجيش الإسرائيلي بهجمات على الناقورة ويارون والحامول.[162]

#### 15 مارس
أعلن حزب الله استهدافه موقع المرج بالأسلحة المدفعية واستهداف موقع الرادار بمزارع شبعا اللبنانية المحتلة واستهداف تجمّعٍ لجنود إسرائيليين بمحيط موقع رويسات العلم في تلال كفرشوبا المحتلة بالأسلحة الصاروخية واستهداف موقع المالكية بالأسلحة الصاروخية واستهداف تجمّع لجنود إسرائيليون قرب موقع الراهب بالأسلحة المدفعية واستهداف تجمّع آخر لجنود إسرائيليين في محيط موقع بركة ريشا بصاروخ «بركان» واستهداف قوة إسرائيلية أثناء دخولها لثكنة زرعيت واستهداف تجمّع لجنود إسرائيليون في محيط حدب يارين بالأسلحة الصاروخية واستهداف قوة إسرائيلية في محيط موقع جل العلام أثناء تحركها خلف الجدار الحدودي. بينما شن الطيران الإسرائيلي غارة على منزل في بلدة كفركلا واستهدف بالصواريخ أطراف بلدة راميا. وأعلن الجيش الإسرائيلي أن طائراته الحربية قصفت موقعاً عسكرياً لحزب الله في منطقة حولا جنوبي لبنان وأن مقاتلاته استهدفت أيضاً نقطة مراقبة تابعة للحزب في منطقة مروحين، كما شنت مدفعيته قصفاً على منطقة وادي حامول، وقال إنه استهدف ما اسماها بنية تحتية لـحزب الله في منطقتي كفركلا واللبنونة بجنوب لبنان، فيما رصد إطلاق عدد من المقذوفات من لبنان باتجاه مناطق شتولا وهار دوف وزرعيت في شمال إسرائيل.

#### 16 آذار / مارس
أعلن حزب الله استهدافه صباحاً موقع البغدادي بالأسلحة الصاروخية وإستهداف ثكنة راميم بصاروخي بركان، واستهداف موقعي السمّاقة والرمثا في تلال كفرشوبا اللبنانية المحتلة بالأسلحة الصاروخية واستهداف موقع المالكية بقذائف الهاون واستهداف تجمّع لجنود إسرائيليون على تلة الكرنتينا، بينما افيد بشنِ المقاتلات الإسرائيلية غاراتٍ إستهدفت بلدتي كفركلا وعيتا الشعب وأطراف بلدات حولا وراميا وعلما الشعب والناقورة ومنطقة اللبونة، وقصفت المدفعية الإسرائيلية محيط بلدات الوزاني والعديسة وحولا وميس الجبل وعيترون.

#### 17 آذار / مارس
أعلن حزب الله استهداف تجمعاً لجنود إسرائيليين مقابل بلدة الواني واستهداف التجهيزات التجسسية في موقع العاصي واستهداف تجمعًا لجنود إسرائيليين في محيط ثكنة ميتات بالأسلحة الصاروخية واستهداف موقع المرج بقذائف المدفعية وموقع المطلة، بينما استهدفت مدفعية الاحتلال الإسرائيلي أطراف بلدات يارون، الناقورة، وسهل الخيام، وأطراف بلدة مارون الراس بالتزامن واستهدفت بلدات عيترون، ومروحين، وعيتا الشعب، واستهدف الطيران الإسرائيلي بغارة بلدة علما الشعب.

#### 18 آذار / مارس
أعلن حزب الله استهداف موقع بركة ريشا وموقع حدب يارين بالأسلحة الصاروخية، واستهداف موقع رويسة القرن في مزارع شبعا المحتلة بالأسلحة الصاروخية واستهداف تجمع لجنود إسرائيليون في تلة الطيحات بالأسلحة الصاروخية واستهداف موقع زبدين في مزارع شبعا المحتلة بالأسلحة الصاروخية واستهداف موقع بياض بليدا بقذائف المدفعية، بينما شنت طائرات الاحتلال الإسرائيلي في الفجر غارة إسرائيلية على بلدة راميا وقصفت المقاتلات الإسرائيلية بلدتي عيترون والخيام، ومحيط بلدات الناقورة وعلما الشعب وعيتا الشعب ومروحين، وقال المتحدث باسم الجيش الإسرائيلي أن طائراته قصفت 4 مواقع لحزب الله في جنوب لبنان بشكل متزامن وقال أن من بين المواقع المستهدفة بنى تحتية ونقطة مراقبة لحزب الله في منطقة عيترون.

#### 19 آذار / مارس
أعلن حزب الله استهداف إنتشاراً لجنود إسرائيليين في موقع بركة ريشا ومحيطه وتحركاً لجنود إسرائيليون في موقع المالكية بالأسلحة الصاروخية واستهداف قوة عسكرية إسرائيلية في محيط تلة الطيحات بالأسلحة الصاروخية وقذائف المدفعية واستهداف قوة عسكرية إسرائيلية جنوب موقع برانيت بالأسلحة الصاروخية واستهداف آلية عسكرية إسرائيلية لوجستية بجنود بداخلها وحولها في تلة الطيحات بصاروخ موجه وإيقاع افرادها بين قتيل وجريح، وإستهداف مستوطنة زرعيت بصاروخ فلق (1) واستهداف موقع رويسات العلم في تلال كفرشوبا المحتلة بالأسلحة الصاروخية وتجمعاً لجنود إسرائيليين في محيط موقع رويسات العلم في تلال كفرشوبا اللبنانية المحتلة بالأسلحة الصاروخية، بينما أفيد بإستهداف الطيران الإسرائيلي بغاراتٍ بالصواريخ لبلدة العديسة جنوب لبنان وشنَّ غارة جوية استهدفت بلدة مروحين والأطراف الشرقية لبلدة الناقورة وأطراف بلدة طيرحرفا وبلدة عيتا الشعب ووادي حانين ومناطق في بلدة ميس الجبل واستهدفت دبابة ميركافا إسرائيلية بالقذائف أطراف بلدات رامية وبيت ليف بالتزامن مع قصف مدفعي على نفس المنطقة. بالتزامن مع الإشتباكات أعلن الناطق العسكري للجيش الإسرائيلي تشكيل لواء جديد باسم هحاريم (بالعبرية: חטיבת ההרים، أي لواء الجبال) على الحدود السورية اللبنانية ليعمل في منطقتي جبل الشيخ ومزارع شبعا المحتلة.

### 20 آذار / مارس
أعلن حزب الله استهداف قلعة هونين بالأسلحة الصاروخية وإستهداف موقعي رويسات العلم بتلال كفرشوبا المحتلة وموقع زبدين بمزارع شبعا المحتلة بالأسلحة الصاروخية وموقع المرج بالقذائف المدفعية واستهداف مبنىً يتموضع فيه جنود إسرائيليون في مستعمرة المطلة ومبنىً يتموضع فيه جنود إسرائيليين في مستعمرة أفيفيم واستهدف قوة مؤللة إسرائيلية أثناء دخولها لموقع البغدادي بالأسلحة الصاروخية. بينما شنت المقاتلات الإسرائيلية غارة على بلدة القنطرة جنوبي لبنان ما أدت لمقتل مدني وإصابة آخر وغارة على الغندورية، كما قصفت المدفعية الإسرائيلية قرية العباسية ومحيط بلدة كفر حمام بالقطاع الشرقي من جنوب لبنان.

#### 21 آذار / مارس
أعلن حزب الله استهداف استهداف نقطة تموضع ‌لقوة استخبارات عسكرية في مستوطنة المطلة وإيقاع أفرادها بين قتيل ‌وجريح واستهداف مبنيين يستخدمهما جنود إسرائيليون في مستوطنة راموت نفتالي ومبنىً يستخدمه إسرائيليون في مستعمرة زرعيت بالأسلحة الصاروخية واستهداف قوة إسرائيلية أثناء دخولها لثكنة زرعيت بقذائف المدفعية واستهداف موقع المالكية بالقذائف المدفعية واستهداف مبنىً يستخدمه جنود إسرائيليين في مستوطنة المالكية واستهداف مبنيين يتموضع فيهما جنود إسرائيليين في مستعمرة أفيفيم واستهداف مبنىً استخدمه جنود إسرائيليين في مستعمرة نطوعة واستهداف مستوطنة شلومي بالأسلحة الصاروخية، بينما شنت المقاتلات الإسرائيلية غارة استهدفت بلدة حولا وبشن الطيران الإسرائيلي غارتين بالصواريخ على بلدة عيتا الشعب وغارة استهدفت بلدة يارون، بأعقاب غارة على بلدة العديسة استهدفت منزلا جنوبي لبنان، وقال الجيش الإسرائيلي إن طائراته الحربية أغارت على ما سماه مبنى عسكريا تابعا لحزب الله في منطقة كفركلا بالجنوب.

#### 22 آذار / مارس
أعلن حزب الله استهداف انتشاراً لجنود إسرائيليون بمحيط ثكنة زرعيت بالقذائف المدفعية واستهداف موقع المطلة بمسيرة انقضاضية وإصابة دبابة فيه وإستهداف انتشاراً لجنود ‌إسرائيليون بمحيط موقع جل العلام بالأسلحة المدفعية وإيقاع أفراده بين قتيل وجريح، واستهداف موقع رويسات العلم بتلال كفرشوبا المحتلة واستهداف مبنى يتموضع فيه جنود إسرائيليين في مستعمرة دوفيف، بالمقابل، شنت المقاتلات الإسرائيلية غارات وقصف على بلدات لبنانية حيث شنت غارةً على بلدة عيتا الشعب وقصفٍ لمحيط وادي العصافير ببلدة الخيام وبلدة كفركلا جنوبي لبنان، وشنت طائرات عسكرية إسرائيلية بالمساء غارتين على بلدتي الخيام بالجنوب فيما تعرضت أطراف بلدة العديسة وتلة الحمامص وأطراف بلدة حولا (جنوب) لقصف مدفعي إسرائيلي.

#### 23 آذار / مارس
أعلن حزب الله تنفيذه هجومًا جويًا بمسيرتين انقضاضيتين على منصتين للقبة الحديدية في موقع “كفار بلوم” للدفاع الجوي واستهداف ثكنة راميم وموقع المالكية بقذائف المدفعية واستهداف التجهيزات التجسسية بموقع الرادار في مزارع شبعا المحتلة واستهداف موقع بياض بليدا وموقع رويسات العلم بتلال كفرشوبا المحتلة بقذائف المدفعية. وأفيد بشنِ المدفعية الإسرائيلية قصفاً على المنطقة بين بلدتي علما الشعب والضهيرة الجنوبيتين، إضافة لوادي السلوقي وأطراف كفركلا وكفرشوبا وجبل السدانة، وبشنِها قصفاً على محيط بلدتي شبعا وكفرشوبا وسهل مرجعيون في القطاع الشرقي من جنوب لبنان. وأعلنت «فصائل المقاومة الفلسطينيّة والقوى الإسلاميّة في منطقة صور» القبض على شابين سوريين في قضية التجسس لصالح إسرائيل في اغتيال القيادي بحركة حماس في جنوب لبنان هادي مصطفى والذي إغتالته في 13 مارس الماضي.

### 24 آذار / مارس
قام الطيران الإسرائيلي بقصفٍ منزلٍ في بلدة العسيرة في خراج مدينة بعلبك شرق لبنان ما أدى لمقتل مواطن سوري وإصابة ثلاثة آخرين، ورد حزب الله بإستهدافه عدة مواقع وتجمعات للجيش الإسرائيلي حيث أعلن استهداف القاعدة الصاروخية والمدفعية في يوآف وثكنة كيلع (مقر قيادة الدفاع الجوي والصاروخي) والتي كانت تتدرب بها قوة من لواء غولاني بعد عودتها من قطاع غزة، بأكثر من 60 صاروخ كاتيوشا واستهداف موقع جل العلام بقذائف المدفعية واستهداف تجهيزات تجسسية في موقع الراهب وقوة إسرائيلية في موقع المرج وإيقاع أفرادها بين قتيل وجريح وإستهداف مبنىً يتموضع فيه جنود إسرائيليين في مستعمرة المنارة ومبنىً يتموضع فيه جنود إسرائيليين في مستعمرة المطلة وموقع رويسات العلم في تلال كفرشوبا المحتلة بالأسلحة الصاروخية، واستهداف تجمعاً لجنود إسرائيليون في محيط ثكنة برانيت بالأسلحة الصاروخية. فيما أفيد بشنِ المقاتلات الإسرائيلية غارةً على محيط بلدة العديسة وغارات وقصف على بلدات ميس الجبل وطير حرفا والعديسة ومحيط بلدات حولا وميس الجبل والناقورة وأن مسيّرة إسرائيلية أطلقت صاروخين على محيط بلدة حلتا في القطاع الشرقي لجنوب لبنان وقصفت المدفعية محيط بلدة كفرشوبا. بالتزامن مع الاشتباكات قصف الطيران الإسرائيلي سيارةً على طريق بلدة الصويري ما أدى لمقتل مدني سوري بزعم الجيش الإسرائيلي أنه استهدف قيادي بالجماعة الإسلامية، فيما نجا قيادي بالجماعة من الهجوم. كما وأعلن حزب الله مقتل اثنان من 

### 25 آذار / مارس
أعلن حزب الله إستهدافه تجمعاً لجنود إسرائيليين في تلة الطيحات بالأسلحة الصاروخية وقذائف المدفعية واستهداف مقر كتيبة ليمان المستجد بقذائف المدفعية واستهداف موقع بياض بليدا وموقع زبدين في مزارع شبعا المحتلة بقذائف المدفعية وموقع بركة ريشا بالأسلحة الصاروخية وإستهداف مبنىً يستخدمه جنود إسرائيليين في مستعمرة المطلة، وتحدثت وسائل إعلام إسرائيلية أنّ حزب الله أطلق 5 صواريخ على منطقة روش هنيكرا (رأس الناقورة) في الشمال، وأفيد بشنِ إسرائيل قصفاً مدفعيّاً طال أطراف بلدة الناقورة وعن تنفيذ مسيّرة إسرائيلية غارة استهدفت بلدة ميس الجبل في القطاع الشرقي جنوبي البلاد وهو ما أدى لمقتل مقاتلين من الحزب وإصابة ثلاثة آخرين.

### 26 مارس
أعلن حزب الله إستهدافه عدة مباني وتجمعات للجيش الإسرائيلي حيث استهدف مبنىً يستخدمه جنود في مستعمرة شوميرا ومبنىً يستخدمه جنود في مستعمرة شلومي بالأسلحة الصاروخية ومبنيين في مستعمرة أفيفيم يستخدمهما جنود واستهداف تجمعين لجنود إسرائيليين في محيط ثكنة برانيت بالأسلحة الصاروخية وإستهداف قاعدة ميرون الجوية بالصواريخ الموجهة واستهداف قوة مشاة إسرائيلية في محيط شتولا بالأسلحة الصاروخية وإيقاع أفرادها بين قتيل وجريحٍ وقوة مشاة إسرائيلية في حرش حانيتا بالقذائف المدفعية وانتشاراً لجنود إسرائيليين في مستوطنة حانيتا بقذائف المدفعية واستهداف قوة عسكرية لجنود إسرائيليين في محيط ثكنة زبدين في مزارع شبعا المحتلة كما وأعلن استهداف ثكنة يردن في الجولان السوري المحتل «مقر القيادة الرئيسي في زمن الحرب» بأكثر من 50 صاروخ كاتيوشا، وأفيد بشنِ الطائرات الإسرائيلية قصفاً مدفعيّاً طال أطراف بلدة الناقورة قصفاً مدفعيّاً لأطراف بلدة مارون الراس ما أدى لمقتل مدني واحد، وغارات جوية على أطراف بلدات الجبين ويارين وطير حرفا، وقال الجيش الإسرائيلي إنه استهدف مهبط للطائرات ومباني ومخازن أسلحة للحزب في حنين ومجمعًا عسكريًا في بيت ياحون بالقرب من منطقة زبود جنوبي لبنان، ونفذ جيش الإحتلال غارات على بلدة حولا وبلدة كفركلا حيث دمر منزلاً من طابقين بالكامل، إلى جانب قصف المدفعية الإسرائيلية أطراف بلدة كفرشوبا- محلة العين، وإطلاقها رشقات نارية باتجاه المزارعين في بلدة الماري بقضاء حاصبيا، ونفذت مسيّرة إسرائيلية غارة استهدفت بلدة ميس الجبل في القطاع الشرقي جنوبي البلاد وهو ما أدى لمقتل شخصين وإصابة ثلاثة آخرين.  وأعلنت سرايا القدس بحركة الجهاد الإسلامي مقتل أحد مقاتليها.

### 27 مارس
قام الطيران الإسراذيلي بشنِ غارةٍ استهدفت مركز للإسعاف في بلدة الهبارية جنوبي لبنان ما أدى لمقتل 7 أشخاص. ورد حزب الله بإستهداف مواقع وتجمعات للجيش الإسرائيلي حيث أعلن استهداف مستعمرة كريات شمونة وقيادة اللواء ‌769 فيها بعشرات الصواريخ ما أدى لمقتل إسرائيلي واستهداف انتشارا لجنود إسرائيليون في محيط مستعمرة شتولا بقذائف المدفعية واستهداف موقع رويسات العلم في تلال كفرشوبا المحتلة بقذائف المدفعية وقوة مشاة إسرائيلية داخل خيمة في حرش راميم وإيقاع أفرادها بين قتيل ‌وجريح واستهداف تجهيزات تجسسية في موقع مسكاف، وشنت المقاتلات الإسرائيلية غارات على بلدات جنوبية حيث شنت غارةً على مبنى في بلدة طيرحرفا ما أسفر عن مقتل 6 أشخاص وغارة مماثلة على استراحة (مطعم) في بلدة الناقورة أسفرت عن مقتل 3 أشخاص.

### 28 مارس
أعلن حزب الله إستهدافه مستعمرتي «غورن» و«شلومي» بالأسلحة الصاروخية والمدفعية واستهداف مقر قيادة كتيبة ليمان المستحدث بالقذائف المدفعية واستهداف موقعي السماقة والرمثا في تلال كفرشوبا المحتلة بالأسلحة الصاروخية. بينما استهدفت مدفعية الاحتلال سهل الخيام وأطراف بلدة طيرحرفا.

### 29 مارس
بالتزامن مع الإشتباكات، شن الطيران الإسرائيلي غارات على منطقة منطقة جبرين قرب مطار حلب الدولي بمدينة حلب في شمالي سوريا ما أدى لمقتل 44 شخصاً من العسكريين من الجيش السوري ومن بينهم مدنيين وأعضاء بحزب الله. وأعلن حزب الله استهداف ثكنة زبدين في مزارع شبعا المحتلة بالأسلحة الصاروخية ومقر قيادة الفرقة «91» في ثكنة برانيت بصواريخ بركان واستهداف تجمعًا لجنود إسرائيليون في قلعة هونين وقوة مشاة إسرائيلية في حدب يارون بالقذائف المدفعية وموقع جل العلام وانتشارا لجنود إسرائيليين في ‌محيطه بصواريخ فلق واستهداف موقع المطلة وآلية عسكرية فيه بمسيرة هجومية انقضاضية وموقع السماقة في تلال كفرشوبا المحتلة بالأسلحة الصاروخية وتحركات لآليات إسرائيلية في موقع المالكية بالأسلحة الصاروخية. فيما إفيد بإستشهاد مدني بمسيرة إسرائيلية استهدفت سيارة في بلدة البازورية جنوبي لبنان بينما أعلن الجيش الإسرائيلي إنه قتل قيادي بحزب الله فيما قال مصدر عسكري لبناني أنه علي عبد الحسن نعيم نائب قائد وحدة الصواريخ والقذائف في حزب الله،

### 30 مارس
أعلن حزب الله إستهدافه تَحرُّكاً لجنودِ الجيش الإسرائيلي وآلياته العسكرية، في موقع المالكيّة ومحيطه وتحركًا آخر لجنود في موقع الراهب ومحيطه بالأسلحة الصاروخية وقذائف المدفعية وإستهداف ثكنة راميم بصاروخ بركان وقاعدة خربة ماعر بالأسلحة الصاروخية مبنىً يتموضع فيه جنود إسرائيليين في مستعمرة أدميت بالأسلحة المناسبة واستهداف موقع الرادار في مزارع شبعا بالأسلحة الصاروخية وموقع رويسات العلم في تلال كفرشوبا بصاروخ بركان وشنِ هجومًا جويًا بمسيّرات إنقضاضيّة على مقر قيادة اللواء الغربي في يعرا، بينما شنَ الطيران الإسرائيلي غارات على قرى بلدات جنوبية حيث شنَ غارة على سيارة خارج بلدة رميش تقل ضباط مراقبين تابعين للأمم المتحدة (اليونيفيل) ما أدت لإصابة ثلاثة ضباط أجانب ومترجم لبناني وغارات على بلدة الطيبة وعلى ساتر لموقع للجيش اللبناني ببلدة عيتا الشعب وعلى بلدات الناقورة ومروحين وطيرحرفا والخيام بالتوازي مع قصف بالقذائف المدفعية.

### 31 مارس
أعلن حزب الله تنفيذه هجوماً جوياً بمسيرات انقضاضية ‌على مربض مدفعية برختا المستحدث وانتشاراً لجنودِِ في محيطه في مزارع شبعا واستهداف موقع المالكية بصواريخ «بركان» وثكنة راميم وموقع زبدين في مزارع شبعا بقذائف المدفعية واستهداف موقع رويسات العلم في تلال كفرشوبا المحتلة واستهداف تجهيزات تجسسية مستحدثة في نقطة الجراح وتجمعاً لجنود إسرائيليون في محيط موقع المنارة بالأسلحة الصاروخية، بينما شن الطيران الإسرائيلي غاراتٍ على بلدات لبنانية حيث شن غارتين استهدفتا بلدتي الخيام والطيبة فيما تعرض محيط بلدة حولا ووادي السلوقي وبلدتي الخيام ومركبا جنوبي لبنان لقصف مدفعي. بالتزامن مع الاشتباكات أدت غارة إسرائيلية بطائرة بدون طيار في بلدة كونين إلى مقتل القيادي الكبير في وحدة الرضوان إسماعيل الزين بينما أعلن حزب الله إصابة جندي.

## نيسان / أبريل

### 1 أبريل
أعلن حزب الله إستهدافه فريق فني إسرائيلي اثناء قيامه بصيانة تجهيزات فنية وتجسسية في موقع البغدادي بقذائف المدفعية واستهداف موقع رويسات العلم بتلال كفرشوبا المحتلة مرتين بالأسلحة الصاروخية ومقر قيادة كتيبة ليمان المستحدث بقذائف المدفعية. بينما شن طيران الجيش الإسرائيلي غارات على أطراف بلدة راشيا الفخار جنوبي لبنان بما قال أنه قصف 10 أهداف لحزب الله فيها بوقت واحد.

### 2 أبريل
أعلن حزب الله إستهدافه تجمعًا لمجموعة جنود إسرائيليين في موقع المالكية بالأسلحة الصاروخية واستهداف مواقع السماقة ورويسات العلم بتلال كفرشوبا اللبنانية المحتلة بالأسلحة الصاروخية وإستهداف مستعمرة «غشرهازيف» القريبة من نهاريا براجمة من صواريخ الكاتيوشا واستهداف ثكنة هونين، بينما استمر الطيران الإسرائيلي بشنِ غارات على قرى لبنانية جنوبية حيث أفيد بسقوط قذيفتين على منطقة الشاليهات في بلدة الخيام واستهدف الطيران الإسرائيلي بالقذائف المدفعية الثقيلة أطراف بلدات الناقورة وجبل اللبونة وعلما الشعب وطير حرفا والضهيرة، وأطراف بلدة عيتا الشعب وأعلن حزب الله اللبناني، مقتل أحد عناصره خلال ضربة 

### 3 أبريل
أعلن حزب الله استهدافه موقع الراهب وتجمعًا لجنودٍ في محيطه بالأسلحة الصاروخية واستهداف تموضعًا لقيادة سرية مستحدث خلف ثكنة برانيت بالأسلحة الصاروخية وتجمعًا لجنود في خلة وردة وإستهداف موقع رويسات العلم بتلال كفرشوبا بقذائف المدفعية واستهداف مجموعة من جنود أثناء قيامهم بعملية تحصين لموقع المرج بقذائف المدفعية واستهداف مبنىً يتموضع فيه جنودٌ في مستعمرة المطلة وإيقاع من فيه بين قتيلٍ وجريح. بينما شن الطيران الإسرائيلي غاراتٍ على قرى وبلدات لبنانية جنوبية، إذ أفيد بأنّ قصفاً مدفعياً استهدف أطراف بلدة بليدا وتلة الحمامص في محيط بلدة الخيام وأن غارات إسرائيلية استهدفت منطقة بين بلدتي راشيا الفخار وكفرحمام وأن الاحتلال نفذ 9 غارات جوية على 5 بلدات حدودية في القطاعين الشرقي والأوسط، وأنه أطلق 125 قذيفة من بينها أكثر من 100 قذيفة بينها قذائف فوسفورية، على بلدة عيتا الشعب حيث اصيب مدنيان، وأعلن حزب الله مقتل أحد عناصره. بالتزامن مع الاشتباكات والقصف أعلن الجيش الإسرائيلي تعزيز دفاعاته الجوية واستدعاء جنود احتياط تحسبًا لأي رد إيراني على الغارة الإسرائيلية على القنصلية الإيرانية في دمشق في 1 أبريل.

### 4  أبريل
أعلن حزب الله إستهدافه مقر قيادة كتيبة ليمان المستحدث بقذائف المدفعية.وتموضعات لجنود إسرائيليين خلف موقع جل العلام بالأسلحة الصاروخية وإستهداف موقع رويسات العلم بتلال كفرشوبا اللبنانية المحتلة بقذائف المدفعية واستهداف آليةً عسكرية عند بوابة موقع المطلة بصاروخ موجه، وإيقاع من بداخلها بين قتيلٍ وجريح. ووشن الطيران الإسرائيلي غارات على بلدات مارون الراس، وعيناتا ويارون جنوبي لبنان.

### 5 أبريل
أعلن حزب الله إستهدافه تحركاً لجنود وآليات العدو في موقع المالكية بقذائف المدفعية والأسلحة الصاروخية،آليةً عسكرية عند بوابة موقع المطلة بصاروخ موجه، فأصابها إصابةً مباشرة وأدى إلى تدميرها وإيقاع طاقمها بين قتيلٍ وجريح.مجموعة لجنود العدو الإسرائيلي تتموضع في مبنى في مستعمرة أدميت. وشن الطيران الإسرائيلي غارات على بلدات مارون الراس، وعيناتا ويارون جنوبي لبنان، وفقد شن غارةً على بلدة كفرحمام ما أدى لإصابة 7 مواطنين في الغارة، بينما سقط 5 قتلى من حزب الله وحركة أمل في غارتين إسرائيليتين على بلدتي مرجعيون وعيتا الشعب حيث قتل شخصين من حزب الله حسب مصادر في القصف على عيتا الشعب بينما قتل 3 من حركة أمل بالقصف على مرجعيون وقد شنت الطائرات الحربية والمسيّرة الإسرائيلية 8 غارات على بلدات الزلوطية وكفرحمام وكفركلا وطيرحرفا ومحيط بلدة شبعا، بينما قصفت المدفعية الإسرائيلية محيط بلدة الخيام،

### 6 أبريل
أعلن حزب الله إسقاط طائرة مسيرة مسلحة إسرائيلية من نوع هرمز 450 فوق الأراضي اللبنانية واستهداف موقع المالكية وموقع رويسات العلم في تلال كفرشوبا بصواريخ بركان ‌وتجمعًا لجنود إسرائيليين في محيط موقع راميا بقذائف المدفعية وموقع جل العلام وانتشارا لجنود بين الموقع ومستعمرة شلومي بصواريخ بركان وتجمعًا لجنود في محيط ثكنة شوميرا بقذائف المدفعية وتجمعًا لجنود في محيط ثكنة شتولا بالأسلحة الصاروخية وإستهداف مربض الزاعورة براجمة صواريخ كاتيوشا واستهداف منظومة التشويش على المسيّرات بموقع العاصي بمسيّرة هجوميّة إنقضاضيّة واستهداف ثكنة زبدين في مزارع شبعا المحتلة بالأسلحة الصاروخية، بينما شنٌ الطيران الإسرائيلي غاراتٍ على بلدات لبنانية حيث شن غارة للطيران الحربي المعادي على بلدة عيتا الشعب وغارة على قلعة أرنون واستهدفت دبابة ميركافا أحد المنازل في بلدة يارين وقصف المدفعية الإسرائيلية بلدات زبقين وراشيا الفخار وشبعا وطير حرفا والجبين ومجدل زون والضهيرة وقصفت بلدة الخيام بعشرات القذائف الفوسفورية.
وأعلن الحزب مقتل اثنين من عناصره في هجوم إسرائيلي شرقي لبنان.

### 7 أبريل
أعلن حزب الله إستهدافه مقر قيادة الدفاع الجوي والصاروخي في ثكنة كيلع، والقاعدة الصاروخية والمدفعية في يوآف بعشرات صواريخ الكاتيوشا واستهداف مربضاً مُستجداً لمدفعية إسرائيلية في محيط موقع المنارة بقذائف المدفعية وتنفيذ هجوماً جوياً على تجمع مُستحدث لجنود وآليات خلف موقع السماقة بتلال كفرشوبا المحتلة  وأعلن حزب الله أسقط طائرة إسرائيلية بدون طيار من طراز هيرميز 900 فوق الأجواء اللبنانية. وشن الجيش الإسرائيلي هجوماً استهدف معسكر تدريب لحزب الله في قرية جنتا بالقرب من الحدود مع سوريا واحدى الضربات استهدفت بلدة السفري القريبة من مدينة بعلبك كما قصفت مدفعية الإسرائيلية بلدة مارون الراس وأطراف بلدتي عيترون ويارون. وقصف الجيش الإسرائيلي مواقع لحزب الله في بعلبك بما في ذلك مجمع عسكري.

### 8 أبريل
أعلن حزب الله استهدافه ثكنة زبدين في مزارع شبعا بالأسلحة الصاروخية واستهداف موقع رويسات العلم في تلال كفر شوبا المحتلة بالأسلحة الصاروخية َواستهداف تحرك لجنودٍ إسرائيليين في محيط ثكنة راميم بقذائف المدفعية وشن هجومٍ جوي بمسيرة انقضاضية على موقع رأس الناقورة البحري واستهداف انتشار لجنودٍ في محيط موقع حدب يارين بصواريخ بركان واستهداف كمين لمجموعة «إسرائيلية» شرق موقع حانيتا بنيران المدفعية وإيقاع أفرادها بين قتيل وجريح، واستمر الطيران الإسرائيلي بشنِ غارات على قرى جنوبية، حيث أغار على منطقة السلطانية جنوبي لبنان ما أسفر عن مقتل 3 عناصر من حزب الله وإصابة آخرين وقال مصدر أن من بين القتلى القيادي بـ «قوة الرضوان» علي أحمد حسين، وأغار الطيران الإسرائيلي بالترافق مع قصف مدفعي على بلدات الخيام والعديسة وكفركلا وقصفٍ لأطراف بلدة ميس الجبل.

### 9 أبريل
أعلن حزب الله تنفيذه هجومًا ناريًا على تموضعٍ لجنود إسرائيليون ودبابة ميركافا في ثكنة دوفيف ما أدى لتدمير الدبابة وسقوط ‌الجنود بين قتيل وجريح، واستهداف تحركاً لجنود في محيط موقع جل العلام بقذائف المدفعية واستهداف ثكنة زبدين في مزارع شبعا وموقع رويسات العلم في تلال كفرشوبا بالأسلحة الصاروخية وموقع الرادار في مزارع شبعا بالأسلحة الصاروخية بالقذائف المدفعية واستهداف جهاز للتشويش على المسيرات بموقع العاصي بالأسلحة الصاروخية واصابوه واستهداف تجمع لجنود في موقع البغدادي بمسيرة هجومية انقضاضية،

### 10 أبريل
- وقصف الجيش الإسرائيلي أهدافاً لحزب الله في عيتا الشعب والخيام، وقصف مواقع قرب الناقورة.[283]

#### 11 أبريل
أعلن حزب الله استهدافه موقعَي السمّاقة والرمثا في تلال كفرشوبا وموقع بيّاض بليدا بالأسلحة الصاروخية، وأفيد بشنِ الاحتلال الإسرائيلي، سلسلة غاراتٍ جوية على قرى ومناطق جنوبية حيث شنت الطائرات الإسرائيلية غارة على أطراف بلدة الخيام وعلى بلدة يارين ومروحين واستهدفت بلدة ضهيرة بغارة جوية تزامنت مع قصف مدفعي. بينما أعلن الجيش الإسرائيلي قصف ثلاثة مباني يستخدمها حزب الله في ميس الجبل ويارين والخيام وقال إن موقع مراقبة آخر لحزب الله تعرض للقصف في مروحين وذكر أن القوات قصفت مناطق بالقرب من أبو شش بالمدفعية.

#### 12 أبريل
أعلن حزب الله إستهدافه موقع مسكاف عام ومرابض المدفعية الإسرائيلية في الزاعورة بعشرات صواريخ الكاتيوشا واستهداف موقعي رويسات العلم والسماقّة في تلال كفرشوبا اللبنانية المحتلة  بالأسلحة المدفعية واستهداف موقع المرج وتلة الكرنتينا بالأسلحة المدفعية وتنفيذ هجومًا جويًا بمسيرات إنقضاضية على قاعدة راموت نفتالي، بينما أفيد بشنِ الطيران الإسرائيلي غارة جوية استهدفت منزلاً في بلدة الطيبة وغارات على بلدات العديسة وبيت ليف وطيرحرفا والجبين وقصفت المدفعية منطقة «كنعان» بأطراف بلدة بليدا وقصفت بلدة مركبا والأحياء السكنية في بلدة حولا حيث قصفت حي المعاقب وحي الألمان فيها. وأصدرت فرنسا وبولندا وروسيا وبريطانيا والهند تحذيرات من السفر إلى إسرائيل وفلسطين وإيران ولبنان أعقاب الهجوم الإسرائيلي على القنصلية الإيرانية بدمشق في سوريا.

#### 13 أبريل
أعلن حزب الله استهدافه موقع رويسات العلم في تلال كفرشوبا بالأسلحة الصاروخية وتنفيذه هجومًا جويًا بمسيرات انقضاضية على مبنى في مستعمرة حانيتا متخذ كمقرٍ مستحدثٍ للقوات وإيقاع من فيه بين قتيل وجريح، واستهداف انتشارٍ لجنود إسرائيليين في حرش حانيتا بالأسلحة الصاروخية وقذائف المدفعية ما أدى لإصابة جندي إحتياطي وعضو في فريق أمني بالموقع واستهداف مقر الدفاع الجوي والصاروخي في ثكنة كيلع بالجولان السوري المحتل بعشرات صواريخ الكاتيوشا واستهداف تجمعين لجنود إسرائيليين في حرج عداثر وفي محيط ثكنة برانيت بالأسلحة الصاروخية وإستهداف مبنىً يستخدمه جنود إسرائيليين في مستعمرة «إيفن مناحم» وتجهيزات تجسسية في موقع الراهب ومبنىً يستخدمه جنود إسرائيليين في مستعمرة «شتولا» وتنفيذِ هجومًا جويًا ‌بمسيرات انقضاضية على منصات للقبة الحديدية في موقع الدفاع الجوي المستحدث في «تل نعمة» والذي أنشأه الجيش الإسرائيلي كبديلٍ عن الموقع الذي استهدفته الحزب سابقًا في «كفر بلوم»، بينما أعلن الجيش الاسرائيلي قصف طائراته الحربية منطقة الريحان، حيث قال في بيان إن القصف استهدف مجمعًا تابعا لحزب الله يحوي عددًا من المباني والنقاط العسكرية.  وأعلن أن طائراته استهدفت منشآت عسكرية تابعة لقوة الرضوان التابعة للحزب في منطقة جباع جنوبي لبنان وأنها قصفت منشآت عسكرية للحزب في الخيام وكفركلا. وأفيد بشنِ الطيران الحربي الإسرائيلي غارات على بلدتي العديسة والطيبة وبإلقاءه 4 صواريخ على منطقتي كسارة العروش وبئر كلاب على مرتفعات جبل الريحان ما أحدث انفجارها دويًا تردد صداه في إقليم التفاح والنبطية وإقليم الريحان.

#### 14 أبريل
أعلن حزب الله استهدافه مواقع نفح ويردن وكيلع الإسرائيلية في الجولان السوري المحتل بعشرات صواريخ الكاتيوشا ومقر الدفاع الجوي والصاروخي في ثكنة كيلع في الجولان السوري المحتل بعشرات صواريخ الكاتيوشا. وأفيد بتنفيذ الطيران الإسرائيلي غارات استهدفت منطقة إقليم التفاح وغارة جوية استهدفت أحد المباني في بلدة النبي شيت ودمرته وبشنِّ الطيران الاسرائيلي غارات عنيفة استهدفت محيط منطقة المتنزهات في جبل صافي جنوبًا، وألقت الطائرات عددًا من الصواريخ الثقيلة وأحدث انفجارها دويًا كبيراً في المنطقة، وأدت غارة الإسرائيلية استهدفت سوق رئيسي في قرية الخيام لمقتل مسؤول محلي في حزب الله وإصابة ثلاثة مدنيين.

#### 15 أبريل
أعلن حزب الله استهدافه زرع عددًا من العبوات الناسفة في منطقة تل إسماعيل المتاخمة للحدود داخل الأراضي اللبنانية وتفجيرها في قوة تابعة للواء غولاني ما أدى الى وقوع أفرادها بين قتيل وجريح وهو ما أدى الإصابة 4 جنود واستهداف تجمعًا لجنود إسرائيليين في محيط ثكنة ميتات وإيقاع أفراده بين قتيل وجريح وانتشارٍ لجنود إسرائيليين في حرش حانيتا بالأسلحة الصاروخية وقذائف المدفعية واستهداف موقع رويسات العلم في تلال كفرشوبا وموقع الرادار في مزارع شبعا اللبنانية المحتلة بالأسلحة الصاروخية واستهداف تجهيزات تجسسية في موقع الرادار في مزارع شبعا، وشن الطيران الإسرائيلي غارات على بلدتي ميس الجبل وطير حرفا وشن غارات على بلدة صديقين وهو ما أدى الإصابة 9 مدنيين وعلى بلدة الضهيرة وطيرحرفا ويارين وعلما الشعب ومنطقة اللبونة وشن قصف مدفعي وفسفوري استهدف بلدتي الضهيرة وعلما الشعب في القطاع الغربي جنوب لبنان.

#### 16 أبريل
أعلن حزب الله تنفيذه ههجوماً جوياً بمسيرات انقضاضية على دفعتين استهدفتا منظومة الدفاع الصاروخي في بيت هلل وإصابة منصات القبة الحديدية وطاقمها وإيقاع أفراده بين قتيل وجريح، واستهداف ثكنة زبدين في مزارع شبعا بالأسلحة الصاروخية وموقع السماقة في تلال كفرشوبا بقذائف المدفعية واستهداف قاعدة بيت هلل ومقر قيادة اللواء الشرقي 769 في كريات شمونة بصواريخ الكاتيوشا، واستهداف مقر وحدة المراقبة الجوية في ميرون بالأسلحة الصاروخية والمدفعية وقصف مقر قيادة الفرقة 146 في جعتون بصواريخ الكاتيوشا واستهداف موقع البغدادي بقذائف المدفعية واستهداف تجمع لجنود إسرائيليين بمحيط موقع بركة ريشا بالأسلحة الصاروخية، وشن الطيران الإسرائيلي قصفًا بالمدفعية على أطراف بلدات الخيام وكفرشوبا وحلتا، فيما استهدفت غارات علما الشعب ويارون، وشن غارة من مسيّرة إسرائيلية استهدفت سيارة بين بلدتي عين بعال وعيتيت ما أدى لمقتل قياديٍ بحزب الله وإصابة آخرين واستهدفت مسيرة إسرائيلية سيارتين في بلدة الشهابية الجنوبية ما أسفر عن مقتل عنصرين من حزب الله وجرح آخرين،

#### 17 أبريل
أعلن حزب الله تنفيذه هجوماً مركباً بالصواريخ الموجهة والمسيرات الانقضاضية على مقر قيادة سرية الاستطلاع العسكري المستحدث في عرب العرامشة في «المركز الجماهيري» وإيقاع أفراده بين قتيل وجريح وأكد الجيش الإسرائيلي إصابة 14 جنديًا بالهجوم، واستهداف آلية عسكرية أثناء دخولها إلى موقع المطلة بالأسلحة المناسبة وأصابوها إصابة مباشرة وأقعوا من فيها بين قتيل وجريح واستهداف مرتين انتشارًا مستحدثًا لجنود إسرائيليين جنوب برانيت بالأسلحة الصاروخية وقذائف المدفعية واستهداف تجمعًا لجنود إسرائيليين بمحيط موقع راميا بالأسلحة الصاروخية وقذائف المدفعية واستهداف وحدة المراقبة الجوية في قاعدة ميرون بصواريخ موجهة واصابة تجهيزاتها وتدميرها واستهداف ثكنة زبدين في مزارع شبعا بصواريخ فلق واستهداف تجهيزات تجسسية في موقع الرمثا في تلال كفرشوبا، وأفيد بأن المدفعية الإسرائيلية شنت غارات استهدفت محيط بلدات راشيا الفخار ويارين والناقورة جنوبي لبنان وقصفًا بالقنابل الحارقة لمحيط بلدتي الضهيرة وعلما الشعب وأن 3 غارات متتالية بعدد من الصواريخ استهدفت منطقة حامول في الناقورة وبلدتي طير حرفا ويارين بقضاء صور 

### 18 أبريل
- وهاجم حزب الله موقعاً للجيش الإسرائيلي في المالكية.[319]

#### 19 أبريل
أعلن حزب الله استهدافه تجمعاً لجنود إسرائيليين بمحيط موقع الراهب واستهداف تجهيزات تجسسية في موقع بياض بليدا وتجمعاً لجنود فيه بقذائف المدفعيّة وتجمعاً لجنود إسرائيليين في محيط موقع رويسة العلم في تلال كفرشوبا بالأسلحة الصاروخية واستهداف تجهيزات تجسسيّة في موقع الرادار في مزارع شبعا، واستهداف آلية من نوع هامر بموقع المطلة وتجمع لجنود حولها ما أدى لتدميرها وسقوط الجنود بين قتيل وجريح. بينما شنّ الطيران الإسرائيلي غارة جوية صوارخية استهدفت بلدة المنصوري - حي المشاع وغارة استهدفت بلدة عيترون واستهدف المدفعية وادي بلدة شبعا، وأعلن الجيش الإسرائيلي استهداف «مبنى تابع لحزب الله« في منطقة عيتا الشعب وهو ما أسفر عن مقتل عنصر من حزب الله.

#### 20 أبريل
أعلن حزب الله إستهدافه موقع حدب يارين وانتشارًا لجنود إسرائيليين في جبل عداثر وانتشارًا لجنود شرق مستعمرة «إيفن مناحم» بالأسلحة الصاروخية واستهداف تجهيزات تجسسية في موقع الراهب واستهداف موقع رويسة العلم في تلال كفرشوبا وانتشار لجنود في محيطه بقذائف المدفعية وتجهيزات تجسسية بموقع حانيتا وتدميرها واستهداف مبنيين لجنود إسرائيليين في مستعمرة شلومي ومبنيين آخرين في مستعمرة المطلة واستهداف تجهيزات تجسسية في موقع بياض بليدا وتجمع لجنود فيه بقذائف المدفعية. ونفذ الطيران الإسرائيلي غارة استهدفت منزلًا في بلدة الجبين الجنوبية ما أسفر عن مقتل 3 عناصر من حزب الله.  وإدعى الجيش الإسرائيلي أنه ضرب «بنية تحتية» للحزب في كفركلا وعيتا الشعب.

#### 21 أبريل
أعلن حزب الله استهدافه مبنى يستخدمه جنود إسرائيليين في مستعمرة شوميرا وتجهيزات تجسسية مستحدثة في محيط ثكنة دوفيف ونقاط انتشار جنود إسرائيليين جنوبي موقع جل العلام بصواريخ بركان واستهداف تجهيزات تجسسية قام الجيش الإسرائيلي بإستبدالها في موقع مسكاف عام وتدميرها  بينما استهدف الطيران الإسرائيلي بلدة كفركلا ما أدى لمقتل عنصر في حركة أمل وإصابة شخصين آخرين، وشن غارات على بلدتي الناقورة ومجدل زون وغارة على بلدة عيتا الشعب وغارة جوية استهدفت حي «وادي العصافير» في مدينة الخيام، وغارة جوية استهدفت مرتفعات «الجبّور» قرب القاطراني. وأعلن كتائب القسام أنها أطلقت نحو 20 صاروخاً بالهجوم على شوميرا، وإدعى الجيش الإسرائيلي أن مقاتلاته الحربية قصفت أهدافا لحزب الله في عيتا الشعب والناقورة ومجدل زون ونقطة مراقبة في العديسة ومنشأتان في الخيام.

#### 22 أبريل
أعلن حزب الله استهدافه تجهيزات تجسسية مقابل قرية الواني واستهداف تجمع لجنود إسرائيليين خلف موقع السماقة في تلال كفرشوبا المحتلة بقذائف المدفعية وتجمع لجنود في محيط موقع الضهيرة بالأسلحة الصاروخية وتموضع ‌لجنود في محيط موقع حانيتا بالقذائف المدفعية واستهداف مقر قيادة لواء المشاة الثالث التابع للفرقة 91 في قاعدة عين زيتيم بعشرات صواريخ الكاتيوشا (نحو 35 صاروخاً)، وأعلن إسقاط مسيرة إسرائيلية من طراز «هرمز 450» متعددة الحمولة بأجواء منطقة العيشية. وأفيد بتعرض أطراف بلدتي طيرحرفا ويارون لقصف مدفعي إسرائيلي وبشن الطيران الحربي الإسرائيلي غارة صاروخية على جبل أبو راشد بمنطقة الجبور مقابل بلدة ميدون وبإطلاق الجيش الإسرائيلي نيران رشاشاته الثقيلة اتجاه جبلي اللبونة والعلام بالقطاع الغربي وأطراف بلدتي الناقورة وعلما الشعب. وإدعى الجيش الإسرائيلي أنه قصف أهدافاً لحزب الله في أرزون.

#### 23 أبريل
أعلن حزب الله استهدافه مستعمرة شوميرا (بلدة طربيخا اللبنانية المحتلة) بعشرات صواريخ ‌الكاتيوشا وموقع الراهب بالقذائف المدفعية وإستهداف مبنى يتواجد فيه جنود في مستعمرة أفيفيم وإيقاعهم بين قتيل ‌وجريح وتجمعاً لجنود في حرش نطوعة واستهداف موقع رويسات العلم في تلال كفرشوبا بالأسلحة الصاروخية وأعلن استهدافه مقر قيادة لواء «غولاني» ومقر وحدة «إيغوز 621»، في ثكنة «شراغا»، شمالي مدينة عكا في أعمق هجوم له، واستهداف تجمّعاً لجنود في تلة الكرنتينا وحرج راميم بقذائف المدفعية وتجمّعاً لجنود في محيط موقع العاصي. وشن الطيران الإسرائيلي غارتين على بلدتي حولا وعيتا الشعب وغارات استهدفت بلدة يارون، ووادي واقع بين العيشية والمحمودية ومرتفعات الجبور وشن غارة إستهدفت سيارة في منطقة عدلون أسفرت عن مقتل عنصر من حزب الله، وإدعى الجيش الاسرائيلي أن قتل مسؤلاً بالوحدة الصاروخية لحزب الله بالهجوم كما قال أنه قتل عنصر بالحزب بغارة أخرى. وأسفرت غارة على منزل في بلدة حنين عن استشهاد شخصان بينهم طفلة وإصابة ستة آخرين.

#### 24 أبريل
أعلن حزب الله استهدافه موقع رويسات العلم في تلال كفرشوبا بالأسلحة الصاروخية واستهداف مستعمرة شوميرا بعشرات صواريخ ‌الكاتيوشا واستهداف موقع الراهب بالقذائف المدفعية واستهداف مبنى يتواجد فيه في مستعمرة أفيفيم وإيقاعهم بين قتيل ‌وجريح واستهداف تجمع لجنود في حرش نطوعا، وشنت الطائرات الإسرائيلية غارات استهدفت المنطقة بين بلدتي عيتا الشعب وراميا وجبل بلاط وخلة وردة، وقال الجيش الاسرائيلي أنه قصف 40 هدفا لحزب الله في عيتا الشعب وإدعى وزير الدفاع الإسرائيلي أن الجيش «قتل نصف القادة بحزب الله» وقال إن الجيش سيقومف بـ «عملية هجومية» في جنوب لبنان بأكمله.

#### 25 أبريل
أعلن حزب الله إستهدافه انتشارًا لجنود إسرائيليين في محيط موقع الضهيرة بالأسلحة الصاروخية وإستهداف ثكنة زبدين في مزارع شبعا بالأسلحة الصاروخية وتنفيذ هجوما جويا بمسيرة إنقضاضية على مقر عين مرغليوت الاسرائيلي للمدفعية وتدمّير آليتين عسكريتين إسرائيليتين في كمين مركَّب أُعدَّ لقافلة مؤللة استهدافها بالأسلحة الموجهة والمدفعية والصاروخية قرب موقع «رويسات العلم» في تلال كفرشوبا ما أدى لمقتل جندي سابق حسب الجيش الإسرائيلي واستهداف قوة إسرائيلية عند أول موقع المالكية بنيران المدفعية، بينما شنت الطائرات الحربية شنت 3 غارات جوية على بلدة بليدا وجددت المدفعية الإسرائيلي قصفها على أطراف بلدات حولا وكفرحمام وراشيا الفخار وكفرشوبا بالقطاع الشرقي جنوب لبنان، وأطراف بلدات مركبا وراميا وعيتا الشعب.

#### 26 أبريل
أعلن حزب الله استهدافه موقع الرمثا في تلال كفرشوبا بالأسلحة الصاروخية وموقع حبوشيت ومقر قيادة لواء حرمون 810 في ثكنة معاليه غولاني بعشرات صواريخ الكاتيوشا، بينما أفيد بقصف المدفعية بلدتي يارين والضهيرة وبتعرض أطراف بلدات شبعا وكفر شوبا وحلتا خلال ساعات الفجر والصباح لأكثر من 150 قذيفة إسرائيلية، سبقها سلسلة غارات إسرائيلية أدت لتدمير منازل في شبعا وكفر شوبا وأضرار بأكثر من 35 منزلًا. وإدعى الجيش الاسرائيلي أنه ضرب مواقع لحزب الله في شبعا بما فيها مستودع أسلحة وقاذفة صواريخ، ومواقع إضافية في مركبا وكفرشوبا وعين التينة، وأعلنت الجماعة الإسلامية في لبنان استشهاد اثنين من قادة جناحها العسكري في غارة إسرائيلية استهدفتهما في طريق السريرة في بلدة ميدون.

#### 27 أبريل
أعلن حزب الله شن هجومًا مركّب بالمسيرات الانقضاضية والصواريخ الموجهة على مقر القيادة العسكرية في مستوطنة المنارة وتموضع قوات الكتيبة 51 التابع للواء غولاني واستهداف موقع السماقة في تلال كفرشوبا بالأسلحة الصاروخية وتموضعات ‌مستحدثة لجنود غرب مستعمرة شوميرا بالأسلحة الصاروخية واستهداف مستوطنة ميرون ومستوطنات محيطة بها بعشرات صواريخ الكاتيوشا، وشن الطيران الإسرائيلي غارات على بلدات جنوبية لبنانية حيث شن غارات عدة على بلدة صربين أسفرت عن إصابة 14 شخصًا بينهم سوريون وعلى محيط بلدة حولا. بينما قال الجيش الإسرائيلي إنه ضرب أهدافًا لحزب الله منها مجمع عسكري في صربين ومركبا وأنه قصف مجمع للحزب في منطقة القوزح ومبنى عسكري في منطقة ريحان وآخر في كفر شوبا.

#### 28 أبريل
أعلن حزب الله إستهدافه موقع البغدادي بقذائف المدفعية وموقع السماقة في تلال كفرشوبا وموقع رويسات العلم في تلال كفرشوبا بالأسلحة الصاروخية واستهداف مبنى يستخدمه جنود في مستعمرة شتولا،  فيما شن الطيران الإسرائيلي غارات على بلدتي طير حرفا ومارون الرأس وياريت فيما إدعى الجيش الاسرائيلي إستهداف أهدافاً لحزب الله فيها. بالتزامن مع المناوشات وصل وزير الخارجية الفرنسي ستيفان سيجورنيه إلى لبنان لمناقشة «مقترحات لتهدئة التوترات بين إسرائيل وحزب الله».

#### 29 أبريل
أعلن حزب الله إستهدافه تجمعًا لجنود في محيط موقع رويسات العلم في تلال كفرشوبا بقذائف المدفعية واستهداف مبانٍ يتموضع بها جنود في مستعمرة المطلة وتنفيذ هجومًا ناريًا مركزًا على قاعدة خربة ماعر ومرابض مدفعيتها وانتشار جنود وآليات في محيطها بالأسلحة الصاروخية وقذائف المدفعية، وأعلنت كتائب القسام أنها أطقلت حوالي 20 صاروخا من جنوب لبنان على الجليل الأعلى مستهدفة موقع مقر قيادة اللواء الشرقي 769 ومعسكر غيبور الاسرائيلي في كريات شمونة. وشن الطيران الإسرائيلي غارتين على بلدتي طير حرفا والخيام بالجنوب، وشن 3 غارات على وادي برغز وقصفت المدفعية الإسرائيلية محيط بلدة شبعا. فيما قال الجيش الاسرائيلي أنه قصف أهدافًا لحزب الله و«بنية تحتية» في جبل بلاط، وعدد من المبان له في مروحين، وضرب «مواقع إطلاق صواريخ، ومبنىً وبنى تحتية أخرى» في راشيا الفخار والخيام.

#### 30 أبريل
أعلن حزب الله إستهدافه دبابة ميركافا إسرائيلية داخل موقع المطلة بصواريخ الموجهة وتدميرها وسقوط أفراد طاقمها بين قتيل وجريح واستهداف تموضعا لجنود خلف الشادر العسكري داخل موقع المطلة وإيقاع أفراده بين قتيل وجريح واستهداف موقع الرادار بمزارع شبعا بالأسلحة الصاروخية ومبنيين يتموضع فيهما جنود بمستعمرة المطلة وتدميرهما واستهداف آلية عسكرية اسرائيلية عند مثلث يفتاح - رموت نفتالي بكمين محكم بالأسلحة الصاروخية الموجهة وتدميرها واحتراقها بمن فيها واستهدافه لمبنًى يتموضع به جنود بمستعمرة دوفيف ومبنًى آخر يتموضع به جنود في مستعمرة أفيفيم، فيما أفيد شن الطيران الإسرائيلي 14 غارة على بلدات الخيام وعيتا الشعب وطير حرفا ومحيط بلدتي كفرشوبا وراشيا الفخار ومنطقتي وادي برغز والريحان جنوبي لبنان.

## آيار / مايو

#### 1 مايو
أعلن حزب الله استهدافه بالصواريخ والقذائف المدفعية انتشار لجنود إسرائيليين في محيط ثكنة برانيت وقصف مبنى في مستوطنة المطلة ومنزلين في مستوطنة شتولا، فيما شن الطيران الإسرائيلي غارتين استهدفتا بلدة عيتا الشعب وأطرافها وغارة على بلدة طيرحرفا، وقصفت المدفعية محيط بلدتي حولا وطيرحرفا بالجنوب. وقال الجيش الإسرائيلي أنه شن غارات على «أهداف لحزب الله وبنى تحتية عسكرية» له في كفركلا والخيام، بما فيها نقطة مراقبة، ومهاجمة «بنية تحتية ومبنى عسكري» تابع له في منطقة بليدا إلى جانب بنى تحتية ومواقع استطلاع له في منطقتي عديسة وميس الجبل. وأعلن حزب الله مقتل عنصر له في المواجهات مع جيش الإحتلال الإسرائيلي.

#### 2 مايو
أعلن حزب الله استهدافه موقع زبدين في مزارع شبعا بقذائف المدفعية وموقع السماقة في تلال كفرشوبا، فيما شنت الطائرات الإسرائيلية غارات على منطقة اللبونة وأطراف بلدة رامية وبلدة الجبين وغارات على أطراف بلدة ياطر، فيما استهدف قصف مدفعي إسرائيلي منطقتي رأس الناقورة واللبنونة وأطلقت المدفعية قذائف على منطقة البويضة بقضاء مرجعيون، وقال الجيش الإسرائيلي أن طائراته الحربية قصفت «عدة مباني كان بها مقاتلون من حزب الله في عيتا الشعب».

#### 3 مايو
أعلن حزب الله استهدافه تجمعا لجنود إسرائيليين عند نقطة السروات مقابل بلدة يارون بالأسلحة الصاروخية وإستهداف الأجهزة التجسسية في موقع رويسات العلم في تلال كفرشوبا ومقر قيادة الفرقة 91 في ثكنة برانيت بالأسلحة الصاروخية وإستهداف موقع زبدين في مزارع شبعا بقذائف المدفعية وموقع السماقة في تلال كفرشوبا، وشنت الطائرات الحربية الإسرائيلية غارة على بلدة مركبا وقصفت المدفعية بلدة الجبيّن، ومحيط بلدات راشيا الفخار وكفرحمام وطيرحرفا، وقالت كتائب القسام التابعة لحركة حماس أنها شنت رشقات صاروخية مكثفة من جنوب لبنان باتجاه مواقع وثكنات عسكرية في شمال إسرائيل.

#### 4 مايو
أعلن حزب الله استهدافه جنود أثناء تحركهم داخل موقع بيّاض بليدا بقذائف المدفعية واستهداف موقع الرادار في مزارع شبعا بالأسلحة الصاروخية وتجهيزات تجسّسية في موقع الراهب الإسرائيلي واستهداف موقع المطلة وحاميته وتجهيزاته التجسسية ومبنيَيْن يتموضع فيهما جنود في مستوطنة شتولا، وشن الطيران الإسرائيلي غارات على غارتين على بلدة بنت جبيل ومبنى عسكري بمحيط بلدة طيرحرفا  وقصفت المدفعية أطراف بلدات كفرشوبا وراشيا الفخار وكفركلا وطيرحرفا والناقورة وعلما الشعب ومروحين ومطمورة وحنين وأطلقت مسيرة إسرائيلية صاروخاً على سيارة بالطريق بين بلدتي كونين وبنت جبيل. وأعلن الجيش الإسراذيلي أنه قصف «منشأة عسكرية» لحزب الله في طير حرفا والناقورة ومروحين وحنين ومطمورة.

#### 5 مايو
أعلن حزب الله قصفَ مستعمرةَ كريات شمونة بعشرات (20) صواريخِ الكاتيوشا والفلق وقصف مرابض المدفعيّة وانتشارًا لجنود وآليات في الزاعورة بعشرات صواريخ الكاتيوشا واستهداف مبنى في مستعمرة أفيفيم واستهداف مستوطنتي كفريوفال وكفرجلعادي بالأسلحة الصاروخية واستهداف التجهيزات التجسّسية في موقع راميا وموقع المالكية واستهداف موقع السماقة بالأسلحة الصاروخية، وشن الطيران الإسرائيلي غارة على بلدة ميس الجبل أسفرت عن إستشهاد 4 أشخاص وإصابة 2 آخرين. وشن غارتين على تل نحاس وتلة العزية خراج دير ميماس وغارة استهدفت بلدتي مركبا وعديسة، وغارة على بلدة الطيبة.

#### 6 مايو
أعلن حزب الله استهدافه مقر قيادة فرقة الجولان (210) في قاعدة نفح بعشرات (30) صواريخ الكاتيوشا وشن هجوم جوي بمسيرات انقضاضية استهدف تموضعًا لجنود إسرائيليين جنوبي مستوطنة المطلة «وتدمير آلياتهم وإعطابها وإيقاعهم بين قتيل وجريح» وهو ما أدى لمقتل 2 جنود إحتياط حسب مصادر إسرائيلية واستهداف تجهيزات فنية في موقع حدب يارين، وشن الطيران الإسرائيلي غارة على منطقة السفري جنوب بعلبك في البقاع ما أدى لإصابة 3 أشخاص حسب مصادر لبنانية وشن غارة على وسط بلدة ميس الجبل. وقال الجيش الإسرائيلي أنه «ضرب 15 هدفًا لقوة الرضوان التابعة لحزب الله في معسكر للجيش في اللوزية ومجمعا عسكريًا تابعا للحزب في سفري في بعلبك، واستهدف مبانٍ عسكرية للحزب في رامية وعيتا الشعب ومروحين، وبنية تحتية له في جبل بلاط» وتم إطلاق صاروخين من نوى بسوريا باتجاه «رمات ماغشيميم» في هضبة الجولان، ورد الجيش الإسرائيلي بإطلاق نيران الدبابات باتجاه الموقع الذي أطلقت منه الصواريخ.

#### 7 مايو
أعلن حزب الله شنه هجومًا جويًا بمسيّراتٍ انقضاضيّةٍ استهدفت ضبّاطَ وجنودَ أثناء وجودِهم في باحة ثكنة يفتاح في الجليل الأعلى، وإيقاعهم بين قتيل وجريح، واستهداف طائراتٌ له إحدى منصّاتِ القبّةِ الحديدية المتموضعة جنوبَ ثكنةِ راموت نفتالي وإصابتها وإعطابها واستهداف تجهيزاتِ تجسسيةَ في موقعِ السماقة في تلال كفرشوبا، واستهداف لجنودِ بعدَ رصدهم في موقع الراهب بالأسلحةِ الصاروخيةِ الموجهةِ واستهداف ثكنةَ زبدين في مزارعِ شبعا بالأسلحة الصاروخية وتنفيذ «عمليتين» استهدفت في كلّ منهما مبنيين يستخدمهما جنود في مستوطنة شتولا (قرية طربيخا اللبنانية المحتلة) ومستوطنة المطلة. وشن الطيران الإسرائيلي غارات على بلدات بليدا، وعيتا الشعب، ومارون 

#### 8 مايو
أعلن حزب الله استهدافه إحدى المنظومات الفنية المستحدثة تم تثبيتها مؤخرًا في موقع العاصي بمحلّقة هجومية إنقضاضيّة «درون» وتدميرها واستهداف مبنى يستخدمه جنود في مستعمرة المطلة ومبنى يستخدمه جنود في مستعمرة المنارة واستهداف موقع السماقة في تلال كفر شوبا بالأسلحة الصاروخية واستهداف مبنيين يستخدمهما جنود في مستعمرة شلومي ومبنيين يستخدمهما جنود مستعمرة أفيفيم واستهداف جنود بموقع الراهب عند دخولهم الى دشمة بالصواريخ الموجهة واستهداف تجهيزات تجسسية في الموقع وتدميرها، واستهداف جنود في موقع المالكية عند دخولهم لإحدى الدِشَم بالصواريخ ‌الموجهة وهو ما أدى لمقتل جندي إسرائيلي حسب الجيش، كما أعلن «دك الموقع بقذائف المدفعية وإيقاع أفراد حاميته بين قتيل وجريح» واستهداف تجهيزاته التجسسية وتدميرها، واستهداف مقر قيادة اللواء الغربي المستحدث في يعرا بهجوم جوي بمسيرات انقضاضية ومقر قيادة الفرقة 91 في ثكنة برانيت بصاروخ بركان من العيار الثقيل واستهداف قوة لجنود اثناء تحركها في محيط موقع راميا بقذائف المدفعية. وشن الطيران الإسرائيلي غارات عنيفة على محيط بلدات بليدا والعديسة وعيتا الشعب وراميا ويارون وكفركلا ومنطقتي جبل بلاط وجبل الريحان، وقصفت المدفعية الإسرائيلية محيط بلدات حدودية أخرى. كما شن الطيران الإسرائيلي غارة على منزلًا بلدة الخيام أدى لإستشهاد 3 أشخاص. وزعم الجيش الاسرائيلي أن طائراته المقاتلة وقواته المدفعية «قصفت أكثر من 20 هدفا لحزب الله في راميا وأنه ضرب مواقع إضافية للحزب في مروحين وكفركلا وأنه في الوقت نفسه، قصفت الطائرات المقاتلة مباني إضافية تابعة للحزب في الخيام والعديسة وبليدا ومارون الراس وعيتا الشعب». وأعلنت «سرايا القدس» مقتل 3 من مقاتليها. فيما أعلن حزب الله مقتل اثنان من عناصره.

#### 9 مايو
أعلن حزب الله استهدافه بهجوم جوي بمسيرات انقضاضية القيادة العسكرية لإدارة قوات إسرائيلية في مستعمرة كفرجلعادي ومحيطها، وإصابة غرفة عملياتها بشكلٍ مباشر وإيقاع ضباطها وجنودها بين قتيلٍ وجريح واستهداف إحدى المنظومات الفنية المستحدثة التي تم تثبيتها مؤخرًا في موقع راميا بالأسلحة المناسبة وتدميرها واستهداف مركز ‌قيادي مستحدث اسرائيلي في مستعمرة نطوعة بقذائف المدفعية ومجموعة لجنود في نقطة الجرداح وإيقاع أفرادها بين قتيل وجريح واستهداف إنتشار لجنود في محيط موقع جل العلام بصاروخ بركان من العيار الثقيل واستهداف آلية عسكرية في موقع المالكية وإيقاع طاقمها بين قتيلٍ وجريح. وشن الطيران الإسرائيلي غارة استهدفت سيارة على طريق في بلدة بافليه أدت لإستشهاد 4 أشخاص من حزب الله وشن قصف مدفعي على أطراف بلدات الناقورة وكفرحمام وراشيا الفخار وغارات على بلدات عيترون وعيتا الشعب وجبل بلاط وراميا، وتل النحاس بأطراف بلدة كفركلا والعديسة وبليدا ومرتفعات الريحان ومرتفعات إقليم التفاح، وأطراف يارون والخيام.

#### 10 مايو
أعلن حزب الله استهدافه تجهيزات تجسسية مستحدثة في موقع مسكفعام وتدميرها واستهداف موقع السماقة في تلال كفرشوبا بالأسلحة الصاروخية واستهداف ثكنة يفتاح بالأسلحة الصاروخية وراجمة فلق واستهداف مستوطنة «كريات شمونة» بصلية (35) من صواريخ الكاتيوشا واستهداف قوات إسرائيلية وآليات في موقع المالكية بقذائف المدفعية وقاعدة خربة ماعر ومرابض مدفعيتها بصلية من صواريخ الكاتيوشا وإعادة استهداف القاعدة للمرة الثانية بعشرات صواريخ الكاتيوشا، أثناء تجمّع جنود فيها. وشن الطيران الإسرائيلي غارات على بلدات حدودية حيث أدت وأدت غارة على بلدة طير حرفا إلى مقتل عامل إنقاذ وفني اتصالات. وشن قصفا مدفعيا استهدف بلدة العديسة، وبلدة عيتا الشعب، فيما قصف بالقنابل الفسفوري مناطق من القطاع الأوسط من جنوب لبنان أدى لحرائق شاسعة وتعرضت بلدات  كفر كلا، وفي القطاع الغربي في نطاق مدينة صور وبلدة الناقورة لقصف مدفعي.   فيما أعلن حزب الله مقتل عنصر له بقصف إسرائيلي. فيما زعم الجيش الاسرائيلي أنه نفذ «غارات جوية ضد مواقع لحزب الله في ست مناطق مختلفة بالجنوب وإصابة خمسة مبان يستخدمها وموقع عسكري يستخدم لإطلاق الصواريخ على شمال إسرائيل، في بلدات العديسة والخيام ورب الثلاثين ودير سريان وعيتا الشعب، ومحبيب».

#### 11 مايو
أعلن حزب الله استهدافه مبنى يتموضع فيه جنود في مستعمرة المطلة واستهداف دشم وتحصينات وحامية موقع راميا بالأسلحة الصاروخية المباشرة والموجهة وقذائف المدفعية واستهداف موقع راميا بقذائف المدفعية وتجهيزات تجسسية مستحدثة في موقع جلّ العلام واستهداف موقع السماقة في تلال كفرشوبا واستهدف موقع رويسة القرن في مزارع شبعا بالأسلحة الصاروخية كما أعلن استهداف قاعدة ‌«بيت هلل» العسكرية الإسرائيلية ومنصّات للقبة الحديدية المستحدثة، فيما أفيد بقصف المدفعية الإسرائيلية محيط بلدات مركبا ويارون الوزّاني، وأطلقت المدفعية عددًا من قذائف المدفعية الثقيلة على أطراف الناقورة وجبل اللبونة وعلما الشعب، ما أدى لأضرار جسيمة بالمزروعات.

#### 12 مايو
أعلن حزب الله استهدافه مبنى يتموضع فيه جنود في مستوطنة المطلة واستهداف دشم وتحصينات وحامية موقع راميا بالأسلحة الصاروخية المباشرة والموجهة وقذائف المدفعية ومعاودة استهدافه مرة أخرى بقذائف المدفعية واستهداف تجهيزات تجسسية مستحدثة في موقع جلّ العلام واستهداف موقع السماقة في تلال كفرشوبا وموقع رويسة القرن في مزارع شبعا بالأسلحة الصاروخية وإستهداف تجهيزات تجسسية في موقع عسكري في المالكية بالصواريخ الموجّهة وانتشاراً لجنود بمحيط موقع زبدين في مزارع شبعا بصواريخ ثقيلة جديدة أطلق عليها (جهاد مغنية) واستهداف آلية عسكرية تحمل تجهيزات تجسسية، وتجهيزات فنية أخرى في ثكنة هونين «راميم» بصواريخ موجهة، وأفيد بشن المقاتلات الإسرائيلية 4 غارات على محيط بلدة راشيا الفخّار وغارة على محيط بلدة كفرشوبا، وقصف المدفعية محيط بلدة شبعا.

#### 13 مايو
أعلن حزب الله تنفيذ هجوماً جوياً بسرب من المسيرات الانقضاضية على خيم إستقرار ومنامة ضباط وجنود في الموقع المستحدث لكتيبة المدفعية الاحتياطية 403 التابعة للفرقة 91 جنوب بيت هلل وإيقاع ضباط وجنود فيها بين قتيل وجريح ونصب كمين ناري لقوة من جنود في غرب ثكنة برانيت واستهدافها بالأسلحة ‌الصاروخية وقذائف المدفعية ومهاجمة دبابة ميركافا في ثكنة يفتاح بصاروخ موجه ‌وتدميرها وقتل وجرح طاقمها وهو ما أدى لإصابة 4 جنود إسرائيليين بحسب الجيش الاسرائيلي واستهداف عدد من الجنود ‌داخل موقع بركة ريشا بقذائف المدفعية واستهداف عدد من الجنود من طاقم الجمع الحربي دخلوا لغرفة مجهزة بمعدات تجسسية جانب موقع الجرداح بالأسلحة الموجهة وتدميرها وإيقاع من فيها بين قتيل وجريح واستهداف موقع السماقة في تلال كفرشوبا بالأسلحة الصاروخية ومبنيين يستخدمهما العدو في مستعمرة المطلة. فيما أغارت الطائرات الإسرائيلية على بلدة عيتا الشعب، وشنت غارة على بلدة العديسة أسفرت عن وقوع إصابات وقصفت المدفعية الإسرائيلية أطراف بلدات الناقورة وجبل اللبونة وعلما الشعب «بالقنابل الحارقة».

#### 14 مايو
أعلن حزب الله استهدافه استهداف بالأسلحة الصاروخية ثلاثة أهداف لمنطاد تجسسي إسرائيلي من نوع ستار «سكاي 330» فوق مستوطنة أدميت، كان مخصصاً للمراقبة التجسس حيث استهدف قاعدة إطلاق المنطاد ودمرها، وآلية التحكم بالمنطاد، وتدمّرت كاملةً، وطاقم إدارة المنطاد، وإيقاع أفراده بين قتيلٍ ومصاب واستهداف مبانٍ يستخدمها جنود في مستوطنتي المالكية وأفيفيم واستهداف مقر قيادة اللواء 801 في ثكنة معاليه غولاني بالأسلحة الصاروخية واستهداف موقع السماقة في تلال كفرشوبا بقذائف المدفعية، وأعلن الجيش الإسراذيلي مقتل إسرائيلي وإصابة 5 جنود في هجمات حزب الله على الجليل الأعلى. فيما استهدف الطيران الإسرائيلي بالقصف المدفعي أطراف بلدة حامول، بينما استهدفت غارات بلدتي يارون وحلتا، وشن غارة على ميس الجل أدت لمقتل عنصر من حزب الله كما أعلن الأخير. وأدت غارة إسرائيلية لطائرة بدون طيار على سيارة في صور إلى مقتل شخصين وأعلن جيش الإسرائيلي رصده إطلاق عدة قذائف من جنوب لبنان نحو منطقة عرب العرامشة بالجليل الغربي، وذكر إعلام إسرائيلي أن حريقًا اندلع في منطقة الجليل بعد سقوط صواريخ من لبنان.

#### 15 مايو
أعلن حزب الله قصف مقر قيادة الفرقة 91 في ثكنة برانيت بصواريخ «بركان» وإصابتها وتدمير جزء منها واستهداف مقر وحدة المراقبة الجوية في قاعدة ميرون بعشرات صواريخ الكاتيوشا وقذائف المدفعية وإصابة تجهيزاتها السابقة والمستحدثة وتعطيل أجزاء منها بشكل كامل واستهدف منظومات فنية وتجهيزات تجسسية مستحدثة في موقع الرادار في مزارع شبعا وتدميرها واستهدف موقع السماقة في تلال كفرشوبا بالأسلحة الصاروخية وموقع رأس الناقورة البحري بقذائف المدفعية وشن هجوما جويًا بعدد من الطائرات المسيّرة الإنقضاضيّة على قاعدة إيلانية غرب مدينة طبريا، مستهدفةً جزءًا من منظومة المراقبة والكشف الشاملة لسلاح الجو، فيما أعلنت كتائب القسّام استهدافها من جنوبي لبنان ثكنة «ليمان» الإسرائيلية في الجليل الغربي وقام الطيران الإسرائيلي بشنِ غارات على بلدات ميس الجبل ويارون والخيام ومحيط بلدتي راشيا الفخار وكفركلا وبلدة عيترون وغارة استهدفت سهل المنصوري أدت حسب مصادر لإستشهاد شخص وجرح إثنين مدنيان، وطال قصف مدفعي جبل بلاط ورب ثلاثين ومنطقة حامول في الناقورة واطراف الناقورة وعلما الشعب. وطال قصف إسرائيلي عنيف بلدات النبي شيت والطيبة والخريبة وبريتال في بعلبك. وقال الجيش الإسرائيلي أنه «قصف موقعًا لإطلاق الصواريخ تابع لحزب الله في جنوب لبنان وأنه استخدم بالقصف على منطقة جبل ميرون في وقت سابق وقصف مبنى لقوة الرضوان التابعة لحزب الله في منطقة جبل رسلان، وإصابة مبنى آخر للحزب في البليدة وقصف مصدر إطلاق الصواريخ والقذائف الصاروخية على شمال إسرائيل بالمدفعية».

#### 16 مايو
أعلن حزب الله شنّه هجوماً صاروخياً بأكثر من 60 صاروخ كاتيوشا على قيادة فرقة الجولان ‌210 في نفح، وثكنة الدفاع الجوي في كيلع، وثكنة المدفعية لدعم المنطقة الشمالية في يوآف واستهداف ثكنة «زرعيت» ورافعة التجهيزات وتجهيزات تجسسية مستحدثة في فيها بالأسلحة الموجهة وقذائف المدفعية واستهداف تجهيزات تجسسية مستحدثة في موقع «جلّ العلام» واستهداف تجهيزات تجسسية في موقع راميا وتجهيزات تجسسية مستحدثة في موقع «عداثر» واستهدافه موقع المطلة وحاميته وآليات به عبر مسيّرة هجوميّة مسلّحة بصاروخين من طراز «S5»، حيث استهدفت إحدى الآليات والجنود المتجمعين حولها، وأوقعتهم بين قتيل وجريح فيما أعلن الجيش الإسرائيلي إصابة 3 جنود بالهجوم، واستهداف موقع السمّاقة بالأسلحة الصاروخيّة. فيما شنت الطائرات الإسرائيلية سلسلة غارات على بلدات كفركلا وحولا وعيتا الشعب ومحيط بلدة قانا ومنطقة جبل الريحان، واستهدفت مرتفعات بلدتي بريتال والخريبة في البقاع، وقصفت المدفعية محيط بلدتي الخيام وكفرشوبا، وأدى قصف إسرائيلي على محيط بلدة الخيام لإصابة 3 مدنيين واستهدفت طائرة مسيّرة إسرائيلية سيارة على طريق الرمادية ـ قانا في صور أدت لمقتل شخصين.

#### 17 مايو
أعلن حزب الله استهدافه بهجوماً جويّ بِعددٍ من المُسَيّراتِ الإنقضاضيّة المَقرِّ المُستحدَثِ لقيادةِ كتيبة المدفعية 411 في جعتون، حيث استَهدفَت خِيَمَ استقرارِ ومَبِيتِ ضُبّاطِ وجنود، وإيقاع عدداً منهُم بين قتيلٍ وجريح واستهداف قاعدة تسنوبار اللوجستية في الجولان المحتل بـ 50 صاروخ كاتيوشا ومرابض في الزاعورة بدفعة من صواريخ الكاتيوشا واستهداف موقع الراهب بقذائف المدفعية وموقع جل العلام بالأسلحة الصاروخية والقذائف المدفعية وموقع بياض بليدا بقذائف المدفعية واستهداف موقع البغدادي بقذائف المدفعية وتجهيزات تجسسية في ثكنة برانيت واستهداف موقع زبدين في مزارع شبعا وموقع السمّاقة في تلال كفرشوبا بالأسلحة الصاروخية ومبنيين يتموضع فيهما جنود في مستعمرة المطلة واستهداف آلية عسكرية في موقع المالكيّة بقذائف المدفعية واستهداف تجهيزات تجسسية مرفوعة في تلة الطيحات وتدميرها وتنفيذ هجوماً جوياً بمسيرات إنقضاضية على منشآت صناعية تابعة لوزارة الدفاع الإسرائيلية في تل حي شمال كريات شمونة واستهداف فريقاً فنياً إسرائيلي في ثكنة راميم بقذائف المدفعية. وأعلنت مصادر إسرائيلية إصابة اثنين بهجمات لحزب الله على الجليل، وشن الطيران الإسرائيلي غارات على بلدة العدوسية وأطراف يارون وقصفت المدفعية محيط بلدة راشيا الفخار وأدت غارة إسرائيلية على منطقة الزهراني لسقوط قتلى وجرحى وأدت غارة إسرائيلية على بلدة النجارية لإستشهاد 3 بينهم طفلين سوريين وعنصر من حزب الله. وأعلنت كتائب القسّام مقتل قيادي لها في ضربة إسرائيلية على بلدة مجدل عنجر وأصيب فيها اثنين آخرين. وقال الجيش الإسرائيلي أنه «قصف أهدافًا وبنية تحتية عملياتية وهياكل عسكرية لحزب الله في دير سريان وكفر حمام والعديسة.

#### 18 مايو
أعلن حزب الله استهدافه مقر قيادة كتيبة «ليمان» التابعة للجيش الإسرائيلي بقذائف المدفعية واستهداف موقع البغدادي بالقذائف المدفعية وتموضعاً لجنود فيه بمحلّقة انقضاضية، واستهداف موقع رأس الناقورة البحري بقذائف المدفعية وموقع السماقة بالأسلحة الصاروخية وتموضعاً آخر لجنود داخل غرفة في ثكنة «راميم»، بمحلقة هجومية انقضاضية وانتشار لجنود بموقع الراهب واستهداف تجهيزات تجسسية مستحدثة في ثكنة «برانيت» وموقع الرمتا، وتدميرها بالموقعين وتجهيزات تجسسية مستحدثة ومرفوعة على رافعة في موقع حدب يارين ومنظومات فنية وتجهيزات تجسسية في موقع الراهب وتدمّيرها. فيما قصف الطيران الإسرائيلي محيط بلدتي حانين ويارون وأدت غارة إسرائيلية استهدفت بلدة الناقورة لإصابة شاب، وعلى جانب آخر استهدفت طائرة مسيرة إسرائيلية، سيارة قيادي في حزب الله على طريق غربي سوريا على الحدود السورية اللبنانية.

#### 19 مايو
أعلن حزب الله استهدافه موقع الراهب بقذائـف المدفعية واستهداف جيب عسكري من نوع «همر» في موقع المالكية بصاروخ موجه، أصابه وتدميره وايقاع طاقمه بين قتيل وجريح وتدمير تجهيزات تجسسية مستحدثة في موقع راميا واستهداف موقع الرمثا بالأسلحة الصاروخية وموقع جل العلام بقذائف المدفعية ومقر قيادة سرية إستطلاع من كتيبة 6551 تابعة للواء 551 مظليين إحتياط (قوة نخبة) في مستعمرة المطلة عبر هجوم بمسيرة إنقضاضية، وأدت غارة نفذتها طائرة حربية إسرائيلية على منزل وسط بلدة مارون الراس لمقتل عنصرين من حزب الله حسب مصادر.

#### 20 مايو
أعلن حزب الله استهدافه مقر الفرقة 91 في ثكنة برانيت بصاروخ بركان ثقيل وإستهداف موقع الرباه واستهداف موقع المرج وثكنة زبدين في مزارع شبعا بالقذائف المدفعية وثكنة راميم بصواريخ بركان واستهداف ‌بصواريخ موجهة مركزاً للجيش الإسرائيلي على المدخل الشرقي لقرية الغجر وإصابة مكان استقرار لضباط وإيقاعهم جميعاً بين قتيل وجريح واستهداف موقع المطلة وموقع راميا وموقع جل العلام بالأسلحة الصاروخية، وشنت إسرائيل عدة غارات على بلدات لبنانية حيث شنت غارة على بلدتي ميس الجبل أدت لمقتل عنصرين من حزب الله وغارة على الناقورة أدت لمقتل عنصرين آخرين وأدت الغارات الإصابة 5 آخرين، وتعرّضت أطراف بلدتي الخيام والناقورة لقصف مدفعي، وعلى جانب آخر قتل 6 عناصر في قصف إسرائيلي على مواقع لحزب الله جنوب غربي حمص بسوريا، وإدعى الجيش الاسرائيلي قتل قيادي كبير من حزب الله في صور.

#### 21 مايو
أعلن حزب الله استهدافه مجموعة من جنود في موقع الراهب بالأسلحة الصاروخية والقذائف المدفعية ونقطة تموضع واستقرار لجنود في موقع رويسة القرن في مزارع شبعا بصاروخ موجّه واستهداف مواقع المالكية والمرج بقذائف المدفعية ومواقع السماقة والبغدادي وزبدين في مزارع شبعا بالأسلحة الصاروخية. وشن الطيران الإسرائيلي غارات جوية على بلدات يارين وعيتا الشعب ومارون الراس والجبين وغارات على أطراف بلدتي بيت ليف ورامية والناقورة وفي المنصوري،

#### 22 مايو
أعلن حزب الله استهدافه 
موقع السماقة في تلال كفرشوبا وموقع البغدادي بالأسلحة الصاروخية واستهداف مبنى يستخدمه جنود في مستعمرة كفار جلعادي وتجمع لجنود  في تلّة الطيحات بالأسلحة الصاروخية وشن هجوم جوي بمسيّرات انقضاضية على مرابض ‌مدفعية كتيبة 403 المستحدثة جنوب بيت هلل حيث استهدف أماكن تموضع واستقرار ضباط ‌وجنود واستهداف موقع الصدح بقذائف المدفعية واستهداف مبنى يستخدمه جنود في مستوطنة أفيفيم واستهداف موقع جل العلام بقذائف المدفعية، فيما شن طيران إسرائيل غارة هلى محيط مدرسة في بلدة عيتا الشعب وغارات استهدفت منطقة البطيشية بين بلدتي علما الشعب والضهيرة وعلى بلدة ميس الجبل وقصف بلدة مركبا وأفيد بقصف مدفعي لبلدات حولا وطير حرفا وعلما الشعب. فيما أدى استهداف بطائرة مسيّرة إسرائيلية في بلدة العديسة إلى مقتل اثنين من حزب الله. وإدعى الجيش الإسرائيلي أنه «شن هجمات على أهدافٍ لحزب الله في ميس الجبل وعيتا الشعب وعلما الشعب، وأنه قصف لاحقًا أهدافًا في عيتا الشعب ومروحين ورب الثلاثين».

#### 23 مايو
أعلن حزب الله قصف مقر قيادة الفرقة 91 المُستحدث في قاعدة إيليت (شمال) بعشرات صواريخ الكاتيوشا، فيما رصد الجيش الإسرائيلي إطلاق 30 صاروخًا من لبنان على منطقة الجليل الأعلى. فيما شن الطيران الإسرائيلي غارة بمسيرة إسرائيلية استهدفت سيارة على طريق كفردجال -النبطية أدت لمقتل شخص من حزب الله وإصابة 3 أطفال.

### 24 مايو
أعلن حزب الله استهدافه تجهيزات تجسسية في موقع بياض بليدا وتدميرها واستهدف موقع المالكية بصاروخي بركان ومبنى يستخدمه جنود في مرغليوت بالأسلحة الصاروخيّة واستهداف دبابة ميركافا في حرش شتولا بالصواريخ الموجّهة وتدميرها وإيقاع أفراد طاقمها بين قتيل وجريح، واستهداف جنود حولها واستهداف مقر السرية الحدودية في دوفيف بصواريخ الفلق ومبنى تتموضع فيه قوة من الاستخبارات العسكرية في مستعمرة المنارة ويحتوي على تجهيزات تجسسية واستهداف موقع الرمثا في تلال كفرشوبا بالأسلحة الصاروخية وتنفيذ هجومً بمسيرة انقضاضية على مقر الكتيبة الصاروخية والمدفعية في ثكنة يوآف مستهدفاً مكان تموضع واستقرار ضباط وجنود واستهداف مقر قيادة كتيبة السهل التابعة للواء 769 في قاعدة بيت هلل بصواريخ فلق. وأغارت الطائرات الإسرائيلية على بلدة مارون الراس وقصفت المدفعية الإسرائيلية أطراف بلدتي كفرحمام وراشيا الفخار واستهدفت طائرة مسيرة إسرائيلية سيارة عند مدخل بلدة حناوية وألقت قذائف فسفورية على أحياء سكنية في بلدة حولا، ما تسبب باشتعال النيران بين المنازل. وأدت غارة إسرائيلية على ميس الجل إلى مقتل عنصر من حزب الله.

### 25 مايو
- أدت غارة إسرائيلية مزعومة بطائرة بدون طيار على مركبات بالقرب من القصير في سوريا إلى مقتل اثنين من أعضاء حزب الله.[495]
- وقصف الجيش الإسرائيلي أهدافاً لحزب الله في ثمانية مواقع بجنوب لبنان.[496]

### 26 مايو
- وأدى هجوم بطائرة بدون طيار تابعة للجيش الإسرائيلي على دراجة نارية في الناقورة إلى مقتل عضو في حزب الله وإصابة شخص آخر.[497]
- تسببت الغارات الإسرائيلية في مقتل ثلاثة أشخاص في الحولة، واثنين في يارون، واثنين في عيتا الشعب.[498]
- وأعلن حزب الله مقتل أربعة من أعضائه.[498]
- أطلق حزب الله 150 صاروخاً على شمال إسرائيل، مستهدفاً كريات شمونة، ومرتفعات الجولان، وأهدافاً للجيش الإسرائيلي حول المنارة ومسجاف عام.[499] وأصيب رجل في كريات شمونة بجروح طفيفة.[500]

### 27 مايو
- أطلق حزب الله 25 صاروخاً على شمال إسرائيل، فأصاب منزلاً في المطلة وأشعل حريقاً في كريات شمونة.[501] وأطلقت فيما بعد 35 صاروخاً على جبل ميرون، مما أدى إلى نشوب حريق في صفسوفة.[502]
- وأدت غارة إسرائيلية بطائرة بدون طيار على دراجة نارية بالقرب من مستشفى صلاح غندور في بنت جبيل إلى مقتل شخصين، من بينهم حارس أمن المستشفى، وإصابة ثمانية آخرين. كما تسبب في أضرار طفيفة للمستشفى.[503]

### 28 مايو
- أطلق حزب الله ثلاثة صواريخ على شتولا.[504]

### 29 مايو
- واعترض جيش الدفاع الإسرائيلي طائرة بدون طيار قبالة ساحل روش هنكرا.[505]
- أدت غارة جوية إسرائيلية على موقع عسكري في حمص إلى مقتل ستة من أعضاء حزب الله وتدمير شاحنات محملة بالأسلحة.[506] وأدى هجوم منفصل في بانياس إلى مقتل مدني وإصابة عشرة آخرين.[507] وألقى المرصد السوري لحقوق الإنسان باللوم في الهجوم على شظايا بعد أن اعترضت الدفاعات الجوية السورية صاروخا إسرائيليا.[508]
- وقصف سلاح الجو الإسرائيلي موقعاً لحزب الله في الخيام، بينما قصف جيش الدفاع الإسرائيلي مناطق قريبة من الحامول وكفركلا والناقورة.[509]

### 30 مايو
- وقصف الجيش الإسرائيلي مبنيين عسكريين لحزب الله في جنوب لبنان رداً على إطلاق الصواريخ باتجاه زرعيت.[510]
- اعترضت الدفاعات الجوية الإسرائيلية بطريق الخطأ طائرة بدون طيار تابعة للجيش الإسرائيلي فوق شلومي.[511]

### 31 مايو
- وأصيب ثلاثة أشخاص بجروح طفيفة بعد أن أطلق حزب الله 15 صاروخاً على شمال إسرائيل.[512]
- وأدت غارة إسرائيلية لطائرة بدون طيار على سيارة إسعاف في الناقورة إلى مقتل مسعف في اللجنة الصحية الإسلامية وإصابة آخر. أدت غارة أخرى في عدلون إلى مقتل امرأة وإصابة أربعة آخرين.[513]
- وأعلن حزب الله مقتل اثنين من مقاتليه.[513]

## يونيو

### 1 يونيو
- أطلق حزب الله صواريخ بركان على كريات شمونة، مما تسبب في أضرار جسيمة للبنية التحتية وقاعدة عسكرية قريبة.[514][515]
- وقال الجيش الإسرائيلي إنه أصاب منصة إطلاق صواريخ تابعة لحزب الله وقتل اثنين من المسلحين القريبين.[514]
- أسقط حزب الله طائرة إسرائيلية بدون طيار من طراز هيرميس 900 فوق لبنان بصاروخ أرض جو.[516]
- أدت غارة إسرائيلية بطائرة بدون طيار على دراجة نارية بالقرب من خربة سلم إلى إصابة شخصين.[517]
- وقالت لجنة الصحة الإسلامية إن غارة جوية إسرائيلية في صديقين أصابت 16 طفلاً.[518]

### 2 يونيو
- وهاجم الجيش الإسرائيلي أهدافاً لحزب الله في البقاع وبنت جبيل وقانا وبرعشيت في الصباح.[519] واستهدفت فيما بعد منشأة لتخزين الأسلحة في ميس الجبل، مما أسفر عن مقتل أحد أعضاء حزب الله.[520]
- انفجرت طائرتان مسيرتان لحزب الله في منطقة كتسرين في هضبة الجولان.[521] أطلق حزب الله لاحقًا 15 صاروخ كاتيوشا على نفس المنطقة، مستهدفًا مقر اللواء 210 جولاني.[520][522]
- أدت غارة جوية إسرائيلية على منزل في الحولة إلى مقتل اثنين من المدنيين.[523]
- وسقط خمسة عشر صاروخاً في الجليل، مما أدى إلى اندلاع عدة حرائق.[520] أدى هجوم صاروخي على كريات شمونة إلى إصابة شخصين بجروح طفيفة.[522]

### 3 يونيو
- أدت غارة جوية إسرائيلية على مصنع للنحاس في حيان في سوريا إلى مقتل 17 مسلحا مواليا لإيران، من بينهم إيرانيان (بمن فيهما مستشار في الحرس الثوري الإيراني)، وثلاثة عراقيين، وثلاثة أعضاء في حزب الله، وتسعة سوريين، وتسببت في أضرار مادية.[524][525][526]
- وقال حزب الله إنه أطلق طائرات بدون طيار على مقر قيادة الجيش الإسرائيلي في الجليل.[527] كما أعلنت مسؤوليتها عن هجوم بطائرة بدون طيار في المطلة.[528] وأكد الجيش الإسرائيلي أن طائرتين بدون طيار تحطمتا في شمال إسرائيل بينما تم اعتراض الثالثة.[529]
- وبحسب ما ورد حلقت طائرات حربية إسرائيلية فوق بيروت على ارتفاع منخفض.[529]
- أطلق حزب الله 30 صاروخاً على موقع للجيش الإسرائيلي في مرتفعات الجولان.[528] ولم ترد أنباء عن وقوع إصابات.[525]
- قُتل عضو بارز في حزب الله في غارة جوية إسرائيلية في مزرعة كوثرية الرز.[525] وأدى هجوم آخر على دراجة نارية في الناقورة إلى مقتل شخص وإصابة آخر.[530]

### 4 يونيو
- أعلن حزب الله استهدافه بسربٍ من المسيرات الانقضاضية لواء «حرمون 810» في ثكنة معاليه غولاني بالجولان السوري وشن بها هجوماً على «المقر القيادي المستحدث للجبهة الشرقية في ‌فرقة الجليل» بالقطاع الشرقي وهجوماً جوياً بمسيرة انقضاضية على موقع المطلة مستهدفًا إحدى خيمه واستهداف ثكنة «راميم» الإسرائيلية بقذائف المدفعية واستهداف مرابض المدفعية الإسرائيلية في الزاعورة بعشرات صواريخ الكاتيوشا وانتشار لجنود في حرش نطّوعة وانتشار ‌لجنود في محيط مثلث الطيحات بالأسلحة الصاروخية واستهداف موقع الناقورة البحري بقذائف المدفعية واستهداف تجمع ‌لجنود في حرش برعام بقذائف المدفعية وانتشاراً ‌لجنود في محيط موقع الرمثا في تلال كفرشوبا بأسلحة صاروخية واستهداف موقع ‌زبدين في مزارع شبعا بقذائف المدفعية.[531][532][533]
- شنت الطائرات الإسرائيلية غارات على بلدات العديسة وعيتا الشعب والناقورة وأعلن حزب الله مقتل مقاتل قضى بالغارة على الناقورة وقصفت المدفعية الإسرائيلية أطراف بلدات لبنانية من بينها كفر شوبا وشيحين وحولا ورشيا الفخار ومجدل زون،[532] وقصفت الطائرات والمدفعية الإسرائيلية محيط بلدتي حلتا وكفرشوبا بقذائف الفسفور الأبيض وقذائف حارقة أخرى.[534] وأدت مسيرة إسرائيلية قصفت سيارة في محيط بلدة يحمر في البقاع الغربي الإصابة 3 أشخاص.[535]
- أعلن الجيش الإسرائيلي أن «هدفا جويا مشبوها» يعتقد أنه طائرة بدون طيار محملة بالمتفجرات سقط في منطقة جبل الشيخ دون وقوع إصابات، وقال إنه نفذ غارة جوية ضد «البنية التحتية لحزب الله ومبانيه» في عيتا الشعب والعديسة.[536] وفشل صاروخ اعتراضي إسرائيلي وانفجر بالقرب من صفد، مما أدى إلى اشتعال شظاياه اندلاع حرائق بعدة مناطق وإصابة جندي احتياط.[534][537]

### 5 يونيو
- أعلن حزب الله استهدافه تجمعاً لجنود في محيط موقع بركة ريشة بالأسلحة الصاروخية واستهداف ‌‌منصة القبة الحديدية في ثكنة راموت نفتالي بصاروخ موجه وتدميرها واستهداف ‌‌موقع السماقة في تلال كفرشوبا بالأسلحة الصاروخية واستهداف بمحلقة انقضاضية مكان استقرار وتموضع جنود في موقع البغدادي واستهداف ‌‌‌تجمعا لجنود في محيط موقع المالكية واستهداف انتشاراً لجنود في حرش برعام بالأسلحة الصاروخية وتنفيذ هجوماً جوياً بسرب من المسيرات الانقضاضية على تجمع مستحدث جنوب ‌مستعمرة الكوش مستهدفًا أماكن تموضع واستقرار ضباط وجنود ‌وإيقاعهم بين قتيل وجريح واستهداف إنتشاراً لجنود في حرش حانيتا بالأسلحة الصاروخية وانتشاراً لجنود في محيط موقع زبدين في مزارع شبعا بصلية صاروخية.[538][539]
- شنت الطائرات الإسرائيلية غارة بطائرة مسيرة على أهداف مدنية في بلدة الناقورة في القطاع الغربي حيث يقع المقر العام لقوات «اليونفيل»، وغارة على أطراف بلدات الجبين وعيتا الشعب ورامية واستهدفت المدفعية أطراف بلدات عيترون وحلتا والوزاني وراشيا الفخار، وألقى قنابل فوسفورية ما تسبب بحرائق في الوادي بين عيترون ومارون الراس واستهدفت بلدة الخيام.[539][540]
- شن حزب الله هجوم بغارات بطائرات بدون طيار في حرفيش أدت إلى مقتل جندي احتياطي وإصابة عشرة أشخاص، من بينهم تسعة جنود.[541][542]

### 6 يونيو
- أعلن حزب الله استهدافه موقع الرمثا في تلال كفرشوبا بالأسلحة الصاروخية وإطلاق صواريخ دفاع جوي على طائرات إسرائيلية مما أجبرها على التراجع واستهداف تجهيزات تجسسية مستحدثة في موقع المطلة واستهداف ثكنة زبدين في مزارع شبعا بصلية صاروخية واستهداف موقع البغدادي بصواريخ بركان ثقيلة ومقر قيادة الفرقة 91 في ثكنة برانيت وتموضعات لجنود في محيطها بصواريخ فلق 1 وإصابتها وتدمير جزء منها وإيقاع خسائر مؤكدة واستهداف تجهيزات تجسسية في موقع الراهب وتدميرها واستهداف انتشار لجنود في محيط ثكنة زرعيت بقذائف المدفعية.[543][544]
- أغار الطيران الإسرائيلي على بلدات العديسة وصديقين وبيت ياحون ووادي جيلو وعدشيت ما أدى لوقوع عدد من الجرحى في صفوف المدنيين وغارات على ساحة بلدة عيترون واستهدفت دراجة نارية بصاروخ موجه حيث أُفيد بوقوع إصابات، وأفيد إصابة سبعة أشخاص في غارة إسرائيلية استهدفت بيت ياحون قرب مدينة بنت جبيل جنوبي لبنان واستهدفت غارات بلدات والعديسة وكونين.[545][546]
- قال الجيش الإسرائيلي أنه «قصف منشآت عسكرية لحزب الله في منطقة عيترون وقصفت طائرة تابعة له اثنين من عناصر حزب الله».[547]
- قال أوري غوردين، وهو جنرال كبير في القيادة الشمالية للجيش الإسرائيلي أن إسرائيل أنهت استعداداتها لتصعيد الصراع مع حزب الله.[548]

### 7 يونيو
- أعلن حزب الله استهدافه مرابض المدفعية الإسرائيلية في خربة ماعر وانتشاراً لجنود في محيطها بقذائف المدفعية واستهدف آلية عسكرية داخل موقع بركة ريشا بصاروخ موجه واستهداف انتشاراً لجنود في حرش نطوعا وتجمعاً لجنود في مثلث الطيحات بالأسلحة الصاروخية واستهداف مجموعة جنود داخل موقع الراهب بقذائف المدفعية.[549][550]
- قال الجيش الإسرائيلي أنه شن غارات جوية على «البنية التحتية العسكرية لحزب الله» حول جبل رزلان ورامية وكفركلا.[551]
- انفجرت طائرة بدون طيار تابعة لحزب الله بالقرب من سلم بعد فشل اعتراضها من قبل الجيش الإسرائيلي،[552] وانفجرت طائرة بدون طيار أخرى حول الشوميرة.[553]

### 8 يونيو
- أعلن حزب الله تنفيذه هجوماً جوياً بمسيرة انقضاضية على مربض المدفعية المستحدث في منطقة سنئيم في الجولان السوري المحتل، مستهدفاً أماكن تموضع واستقرار ضباط وجنود واستهداف تجمعاً لجنود في مثلث الطيحات بالأسلحة الصاروخية ومجموعة من الجنود في موقع الراهب بقذائف المدفعية واستهداف موقع السماقة في تلال كفرشوبا واستهداف ثكنة زرعيت بقذائف المدفعية وقصف مستوطنة المالكية براجمة صواريخ كاتيوشا ومقر قيادة كتيبة السهل في ثكنة بيت هلل براجمة من صواريخ فلق 2 واستهداف مبنى يستخدمه جنود في مستعمرة كفريوفال بالأسلحة الصاروخية ومبنى تابع للإستخبارات العسكرية في مستعمرة مسكاف عام وتدميره واشتعال النيران فيه وسقوط من بداخله بين قتيلٍ وجريح واستهداف مبنى يستخدمه جنود في مستعمرة المطلة.[554][555]
- شن الطيران الإسرائيلي غارة على بلدة عيترون، أسفرت عن إستشهاد مدنيين وإصابة اثنان آخرين[556] واستهدفت غارات الاحتلال بلدة حولا، والمنطقة الواقعة بين بلدتي شيحين ومجدل زون، والحي الغربي لمدينة الخيام، بينما استهدف القصف المدفعي الإسرائيلي أطراف بلدة كفر حمام،[555] وأعلن حزب الله مقتل أحد عناصره بقصف إسرائيلي.[557]
- قال الجيش الاسرائيلي أنه هاجم «البنية التحتية العسكرية لحزب الله» في الخيام وكفركلا.[558]
- إندلع حريق كبير قرب موقعين للجيش اللبناني وقوات «اليونيفيل» قبالة مستوطنة المنارة الإسرائيلية على أطراف بلدة ميس الجبل اللبنانية وبمحاذاة الخط الأزرق في جنوب لبنان.[559]

### 9 يونيو
- أعلن حزب الله استهدافه موقع الرمثا في تلال كفرشوبا بالأسلحة الصاروخية ومرابض المدفعية الإسرائيلية في الزاعورة في الجولان السوري المحتل وانتشار لجنود في محيطها براجمة صواريخ كاتيوشا وشن هجوماً جوياً بِسرب من المسيرات الإنقضاضية على مقر قيادة كتيبة المدفعية في أودم مستهدفاً أماكن استقرار وتموضع ضباط وجنود واستهداف موقع بركة ريشا وحاميته وتجهيزات تجسسية بقذائف المدفعية والصواريخ الموجهة وتدمير التجهيزات المستهدفة واستهداف تجهيزات تجسسية أخرى في موقع رويسات العلم في تلال كفرشوبا وتدميرها واستهداف موقع السماقة في تلال كفرشوبا بالأسلحة الصاروخية وقال الحزب أنّ «وحدات الدفاع الجوي» تصدّت  بصواريخ أرض - جو لطائرة حربية إسرائيلية وأجبرتها على التراجع خلف الحدود اللبنانية.[560][561]
- قال سلاح الجو الإسرائيلي أنه قتل «خلية تابعة لحزب الله» في صور أطلقت صواريخ مضادة للطائرات على طائرات مقاتلة إسرائيلية فوق لبنان، وأته نفذ ضربات ضد «البنية التحتية العسكرية للحزب» في شبعا وعيترون[562]

### 10 يونيو
- أعلن حزب الله استهدافه بأسلحة الدفاع الجوّي مسيّرة إسرائيلية من نوع هرمز 900 أرض - جو مسلّحة بصواريخ فوق أجواء منطقة الريحان جنوب لبنان،[563][564] واستهداف مبنيين يتمركز فيهما جنود في مستعمرة المنارة بالأسلحة المناسبة، وإيقاع الجنود بين قتيل وجريح ومبنى يستخدمه جنود في مستعمرة «يرؤون» بالأسلحة ‌المناسبة وإيقاع من بداخله بين قتيل وجريح ومبنى يستخدمه جنود في مستعمرة «أفيفيم» ومبنىً يستخدمه جنود في مستعمرة «إيفن مناحم» واستهداف تجهيزات تجسسية مستحدثة في ثكنة «راميم» بالأسلحة المناسبة وتدميرها وشنّ هجوماً جوياً عبر سربٍ من مسيّرات انقضاضية على مقر القيادة المستحدث التابع للفرقة 146 شرقي نهاريا مستهدفًا أماكن تموضع واستقرار لضباط وجنود وتدميرها واشتعال النيران فيها، وإيقاع الأفراد بين قتيل وجريح وهجوم جويّ آخر بسرب من مسيّرات إنقضاضية على مقر قيادي تابع لفرقة ‌الجولان 210 «شاعل»، وطال الهجوم أماكن تموضع ضبّاط وجنود وأيقاع فيهم إصابات مؤكدة وتدمير جزء من المقر واشتعال النيران فيه واستهداف موقع بيّاض بليدا العسكري الإسرائيلي بالأسلحة الصاروخية وموقع الرادار في مزارع شبعا وحاميته وتجهيزات فنية وتجسسية بالقذائف المدفعية والصواريخ الموجهة وتدمير التجهيزات المستهدفة.[565][566]
- وقا الجيش الإسرائيلي أنه أسقط طائرتين مسيرتين بالقرب من نهاريا، بينما ألحقت طائرتان أخريان أضراراً في كابري.[567] وأصيب خمسة أشخاص جراء حريق تسببت فيه طائرة بدون طيار تابعة لحزب الله في صفد شمال إسرائيل.[568]
- أدت الهجمات الصاروخية الإسرائيلية على ناقلات النفط ومبنى في الهرمل إلى مقتل ثلاثة من أعضاء حزب الله وإصابة ثلاثة آخرين.[569] وإدعى الجيش الإسرائيلي فيما بعد إنه كان يستهدف «موقعاً تابعاً للوحدة 4400 التابعة لحزب الله» في المنطقة.[570]

### 11 يونيو
- أعلن حزب الله تصدي «وحدة الدفاع الجوي» لطائرة إسرائيلية في الاجواء الللبنانية وإطلاق باتجاهها صاروخ أرض – جو، «ما أجبرها على التراجع ومغادرة الاجواء اللبنانية» واستهداف مبنى يستخدمه جنود في مستعمرة المطلة ومبانٍ يستخدمها جنود في مستعمرة مسكاف عام واستهداف موقع الرمثا في تلال كفرشوبا بالأسلحة الصاروخية ومستوطنة «كفر بلوم» بعشرات صواريخ الكاتيوشا واستهداف تجمع لجنود في محيط مستوطنة نطوعا وإيقاعهم بين قتيل وجريح واستهداف مقر فوج المدفعية ولواء المدرعات التابع لفرقة الجولان 210 في ثكنة يردن بعشرات صواريخ الكاتيوشا واستهداف تجمع لجنود في حرش برعام بالأسلحة الصاروخية واستهداف مستعمرة «غشر هازيف» بعشرات صواريخ الكاتيوشا واستهداف مكان تموضع واستقرار جنود في موقع بركة ريشا بالأسلحة المناسبة وإيقاع أفراده بين قتيل وجريح.[571][572][573]
- أدت غارة إسرائيلية على الناقورة إلى استشهاد مدني واستهدفت مسيّرات إسرائيلية منزلاً غير مأهول في بلدة كفر كلا واستهدف قصف المدفعي بلدة الخيام.[573]
- شن الطيران الإسرائيلي غارات بـ 9 صواريخ على الأقل استهدفت بلدة حوش السيد علي الحدودية بين البقاع الشمالي في لبنان وريف القصير بسوريا، ما أى أدى لأضرار مادية وقال مصدر عسكري عن مقتل 3 من عناصر حزب الله على الأقل في قصف إسرائيلي استهدف رتلا من الشاحنات في منطقة قريبة من مدينة القصير السورية أثناء عبور الرتل الحدود من سوريا إلى لبنان قبيل بينما ذكرت مصادر سورية أخرى عن سقوط 5 قتلى في ضربات إسرائيلية بينهم 3 سوريين يعملون مع حزب الله واثنان لبنانيان.[574][575] وأسفرت غارة إسرائيلية على مركز القيادة والسيطرة في الجويية عن مقتل القائد البارز في حزب الله طالب عبد الله وثلاثة مسلحين آخرين، وكان عبد الله العضو الأعلى رتبة الذي قُتل منذ بدء الصراع، وتعهد الحزب بتكثيف هجماته رداً على ذلك.[576][577]

### 12 يونيو
- أعلن حزب الله استهدف مصنع للصناعات العسكرية المتخصصة في تدريع وحماية الاليات والمركبات لصالح الجيش الاسرائيلي في مستوطنة سعسع بالصواريخ الموجهة وقصف مقر قيادة الفيلق الشمالي في قاعدة عين زيتيم بعشرات صواريخ الكاتيوشا والمقر الاحتياطي للفيلق الشمالي في قاعدة تمركز إحتياط فرقة الجليل ومخازنها في «عميعاد» بعشرات صواريخ الكاتيوشا وقصف مقر وحدة المراقبة الجوية وإدارة العمليات الجوية على الاتجاه الشمالي بقاعدة ميرون بعشرات صواريخ الكاتيوشا وقذائف المدفعية حيث أطلق الحزب وابلًا من حوالي 90 صاروخًا مستهدفًا مصنعًا ومقرًا عسكريًا في عين زيتيم وعمعاد ومحطة مراقبة جوية في ميرون.[578] وأطلق 70 قذيفة أخرى على منطقة جبل ميرون، ثم عشرة أخرى على زرعيت ليصل إجمالي عدد الصواريخ إلى 170.[579] وشنّ هجومًا جويًا ‌بسرب من المسيّرات الإنقضاضيّة على ثكنة حبوشيت (مقر سرية تابعة للواء حرمون 810) مستهدفاً أماكن ‌تموضع واستقرار ضبّاط الثكنة وجنودها واستهداف مرابض مدفعية الإسرائيلية في خربة ماعر وانتشاراً لجنود في محيطها بصواريخ الكاتيوشا واستهداف موقع حدب يارين وموقع بركة ريشا بصواريخ بركان وتصدي «وحدة الدفاع الجوي» في المقاومة الاسلامية لطائرة حربية إسرائيلية في الاجواء اللبنانية وإطلاق باتجاهها صاروخ أرض – جو مما أجبرها على التراجع ومغادرة الأجواء واستهداف جنود في موقع المالكية بقذائف المدفعيّة واستهدافت بالصواريخ والأسلحة المناسبة مواقع رويسة القرن في مزارع شبعا وموقعي الرمثا والسماقة في تلال كفرشوبا واستهداف مواقع راميا والراهب وحانيتا وجل العلام بقذائف المدفعية وتجهيزات تجسسيّة في موقع رويسات العلم في تلال كفرشوبا.[580][581]
- وقال الجيش الاسرائيلي أن سلاح الجو قصف «موقعين لإطلاق الصواريخ تابعين لحزب الله» في الطيبة ومركبا، في حين قصف مواقع إطلاق في راشيا الفخار.[582]
- أعلن حزب الله مقتل أحد عناصره.[583]

### 13 يونيو
- أعلن حزب الله شنه هجوماً مركّباً بالصواريخ والمسيّرات استهدف فيه بصواريخ «كاتيوشا» و«فلق»، مرابض الزاعورة وثكنة «كيلع» وثكنة «يوآف» وقاعدة «كاتسافيا» (مقر قيادة اللواء المدرع السابع التابع لفرقة الجولان 210) وقاعدة «نفح» وكتيبة «السهل» في «بيت هلل» وشنّ «القوة الجوية» بعدة أسراب من مسيّرات انقضاضية هجوماً جوياً على قاعدة «دادو» (مقر قيادة المنطقة الشمالية)، وقاعدة «ميشار» (مقر الاستخبارات الرئيس للمنطقة الشمالية المسؤولة عن الاغتيالات)، وأعلن الحزب شنّ قواته الجويّة للمرة الثانية هجوماً جوياً بسرب من مسيّرات انقضاضيّة على قاعدة «ميشار» واستهداف نقطة تموضع لجنود في وادي «يرؤون» بصواريخ موجهة وأيقاع الجنود بين قتيل وجريح واستهداف آلية عسكرية من نوع «همر» في مثلث قدس (يفتاح يوشع) بصاروخ موجَّه وتدميرها وإيقاع طاقمها بين قتيل وجريح واستهداف انتشاراً آخر لجنود في حرج دوفيف واستهداف موقع رويسة القرن في مزارع شبعا بالأسلحة الصاروخية واستهداف موقع الرمثا في تلال كفرشوبا وموقع الراهب في مقابل بلدة عيتا الشعب بالرشاشات الثقيلة والقذائف المدفعية وانتشار لجنود في ‌محيط موقعي الرمثا والسماقة في تلال كفرشوبا وانتشار لجنود في حرش نطوعا وانتشار لجنود في حرش عداثر بالأسلحة الصاروخية وانتشار لجنود في حرش أدميت بقذائف المدفعية.[584][585] حيث أطلق حزب الله 150 صاروخًا و30 طائرة بدون طيار على 15 هدفًا في شمال إسرائيل ومرتفعات الجولان.[586]
- شن الطيران الإسرائيلي غارة صاروخي بحري على ما قال إنه «مبنى يستخدمه حزب الله» في جنات أدى إلى مقتل إمرأة وإصابة أكثر من 10 آخرين وانهيار المبنى.[587]
- وقال جيش الإحتلال الإسرائيلي أنه  قصف «البنية التحتية العسكرية لحزب الله» في دير سريان ومنطقة الجرمل.[588][589] وقام الجنود الإسرائيليون بإطلاق مقذوفة مشتعلة على مواقع بجنوب لبنان باستخدام المنجنيق لـ "حرق النباتات التي يستخدمها حزب الله كغطاء".[590][591]

## أكتوبر

#### 2 أكتوبر
نفّذ حزب الله، أكثر من 35 عملية عسكرية ضدّ قوات الجيش الإسرائيلي، سواء لناحية التصدّي لمحاولات تسلّل داخل الأراضي اللبنانية، أو استهداف تجمّعات الاحتلال في المستعمرات الإسرائيلية أسفرت بحسب إعلام الحزب عن مقتل وجرح أكثر من 80 ضابطًا وجنديًا إسرائيليًا، وتدمير نحو 5 دبابات ميركافا. بينما أقرّ الجيش الإسرائيلي بمقتل 8 من جنوده فقط جنوب لبنان.